# Excavacions arqueològiques d'Estàbia
Les excavacions arqueològiques d'Estàbia han retornat les restes de l'antiga ciutat d'Estàbia (llatí: Stabiae), a la zona de l'actual Castellammare di Stabia, prop del turó de Varano, així com un conjunt d'edificis que formaven part del seu ager. La campanya d'excavació es va iniciar l'any 1749, durant el regnat de Carles III de Borbó a través de túnels, mentre que per a les investigacions ordenades i sistemàtiques a l'aire lliure va caldre esperar fins al 1950, any a partir del qual fou destacat el treball de l'arqueòleg italià Libero D'Orsi.
Més petites que les excavacions arqueològiques de Pompeia i Herculà, permeten observar un aspecte diferent de l'estil de vida dels antics romans. De fet, mentre que els dos primers emplaçaments eren ciutats, Estàbia, després d'un passat com a poble fortificat, durant l'època romana era un lloc de vacances, on es van construir nombroses vil·les residencials decorades amb pintures i embellides amb mobles; tanmateix, no van faltar les vil·les rústiques.
Les excavacions arqueològiques només han tret a la llum una petita part de la ciutat antiga (es poden visitar la Vil·la de Sant Marc, la Vil·la d'Ariadna i el segon complex) i s'ha confirmat l'existència d'altres vil·les, com les anomenades del Pastor o d'Ànteros i Heracles, encara parcialment o totalment enterrades, mentre que d'altres són totalment inexplorades; a la zona de l'ager stabianus (com anomenaven els romans el territori en l'època que quedava sota la influència d'Estàbia i que comprenia a més de la ciutat d'Estàbia també els territoris dels actuals municipis de Sant'Antonio Abate, Santa Maria la Carità, Gragnano, Casola di Napoli i Lettere), hi ha una cinquantena d'edificis entre vil·les de repòs (otium) i viles rústiques.
El jaciment d'Estàbia registra una mitjana d'uns trenta mil visitants cada any. Per donar un nou impuls turístic al lloc, tant el municipi com diverses fundacions, com la Restoring Ancient Stabiae (RAS), han proposat projectes per a la construcció de un parc arqueològic i d'un museu que pot recollir les obres, el mobiliari i qualsevol altra cosa que es trobin a les excavacions del turó del Varano. Les troballes d'Estàbia es conserven en diversos museus d'arreu del món; les col·leccions més conspicues es troben al Museu Arqueològic d'Estàbia Libero D'Orsi (que va substituir l'anterior Antiquarium stabiano), i al Museu Arqueològic Nacional de Nàpols.
L'any 2016, les excavacions van registrar 60.239 visitants.

## Història

### Història antiga d'Estàbia
Es desconeixen els orígens d'Estàbia. La zona segurament ja estava habitada durant l'edat del ferro, com ho demostra el descobriment d'algunes tombes. La construcció d'un petit nucli urbà es deu als oscs, que van escollir el territori del Varano per la seva posició estratègica, donada la seva proximitat a la mar i al terreny fèrtil que l'envolta.
Més tard va ser habitada per grecs, etruscs i samnites. Aquests darrers baixant de les muntanyes de l'Irpínia i del Sàmnium van ocupar la plana de Campània i van formar una lliga entre les ciutats vesuvianes conquerides amb la capital Nucèria Alfaterna. Fou en aquest període quan Estàbia esdevingué una ciutat fortificada i es construí un petit port, que en tot cas no tingué gran importància, aclaparat pel més gran de Pompeia. La zona que envoltava el poble s'anomenava ager stabianus.
Els samnites van mantenir la possessió del territori fins al 308 aC. quan els romans els van sotmetre i van imposar la condició d'aliat a moltes ciutats de Campània. Entre el 90 i el 89 aC, Estàbia, Pompeia i altres ciutats itàliques es van rebel·lar contra el domini de Roma acusant-la de no reservar-los els mateixos privilegis que tenien els ciutadans romans; això va ser el que va provocar la guerra social. La reacció de Roma no es va fer esperar i Estàbia va capitular el 30 d'abril de l'any 89 aC. arran del setge de Luci Corneli Sul·la; la ciutat va ser destruïda i mai es va reconstruir com a poble fortificat.
Gràcies a la comoditat dels terrenys, la bellesa del paisatge i l'abundància d'aigua, la zona va ser escollida pels romans per a la construcció de viles residencials, finament decorades i equipades amb les majors comoditats de l'època, com palestres, termes i, en alguns casos, fins i tot d'una baixada directa a la mar.

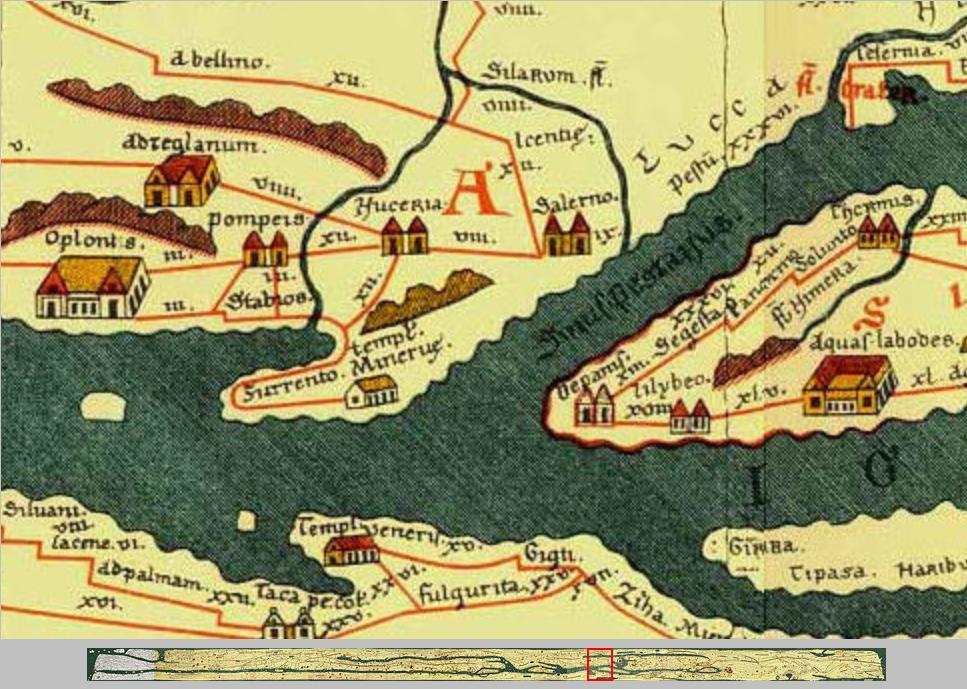
Posició d'Estàbia a la Taula de Peutinger
El núvol de cendra i lapil·li durant l'erupció del 79

La zona va ser colpejada pel terratrèmol de Pompeia del 62 i molts edificis van quedar danyats o, en alguns casos, van quedar arrasats. Encara no s'havia acabat la reconstrucció, que la matinada del 24 d'agost del 79 es va produir una sobtada erupció del Vesuvi que va enterrar Estàbia sota una gruixuda capa de cendra i lapil·li.
En comparació amb Pompeia i Herculà, després de l'erupció, la represa de la vida a Estàbia va ser força immediata. Tanmateix, el teixit urbà es va desenvolupar als turons al voltant de la ciutat vella i al llarg de la línia de costa, aprofitant en part la plana que es va formar arran de la emissió de cendres i lapil·li i que més tard es convertirà en el cor de l'actual Castellammare di Stabia.

### Els Borbons: l'inici de les excavacions

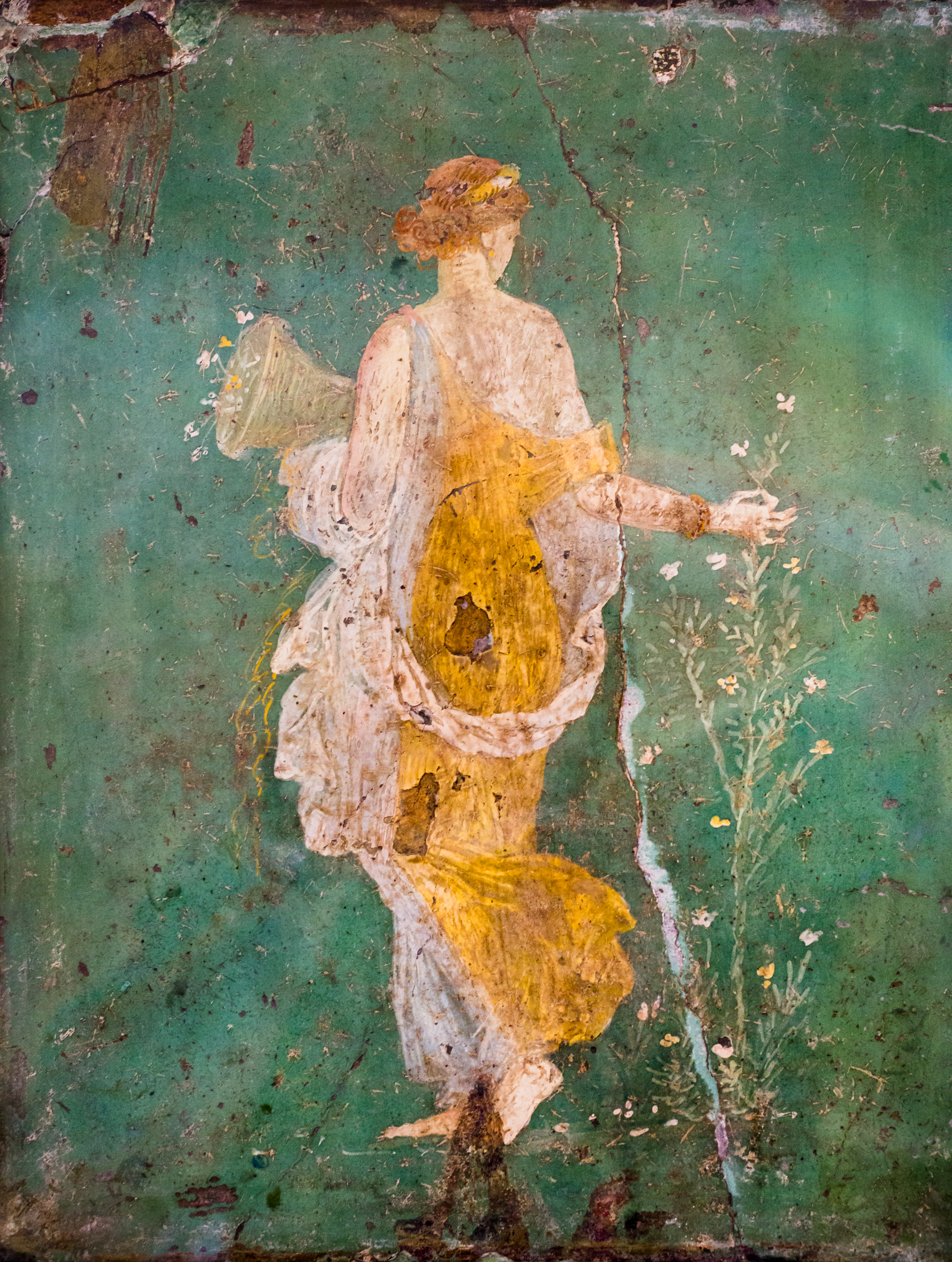
Fresc (38 x 22 cm) de Flora o de la Primavera, una de les pintures més famoses de l'època romana. Trobat a la Vil·la d'Ariadna d'Estàbia, ara es troba al Museu Arqueològic Nacional de Nàpols

Les excavacions arqueològiques d'Estàbia comencen oficialment el 7 de juny de 1749 amb una expedició de set homes dirigida per l'enginyer espanyol Roque Joaquín de Alcubierre i l'enginyer suís Karl Jakob Weber per voluntat del rei Carles III de Borbó. En realitat, els primers interessos per dur a terme una campanya d'excavacions per treure a la llum l'antiga ciutat vesuviana es remunten a un segle abans, quan, cap a finals del segle xvi, el bisbe Milante, sense massa èxit, havia demanat que es fessin expedicions per recuperar les restes d'Estàbia. L'any 1748 davant l'onada d'èxit de les excavacions que s'estaven duent a terme a Herculà, el rei Carles III va decidir redescobrir Estàbia, disposant a iniciar una campanya d'excavacions que va començar el 23 de març del mateix any. Seguint la Taula de Peutinger, un itinerarium de l'Imperi Romà que data del segle iv, el lloc de l'antiga Estàbia es trobava al nord del riu Sarno, prop del turó de Civita.
Ja des de les primeres exploracions van sortir a la llum monedes, estàtues, frescos i fins i tot un esquelet humà. Però malauradament, Roque Joaquín de Alcubierre, director de l'excavació, encara no havia entès que no era Estàbia, sinó Pompeia; la correcta interpretació del jaciment va tenir lloc quinze anys més tard, l'any 1763, gràcies al descobriment d'una inscripció que feia referència clarament a la Res Publica Pompeianorum. Malgrat això, el 7 de juny de 1749 també es van iniciar les excavacions al turó de Varano, lloc de l'autèntica Estàbia, on uns anys abans havien ressorgit diverses troballes. La Vil·la de Sant Marc i la Vil·la d'Ànteros i Heracles van ser explorades el 1749, la Vil·la del Pastor el 1754, la Vil·la d'Ariadna el 1757 i el segon complex el 1762.
La primera sessió d'excavacions va acabar el 1762 quan l'atenció es va centrar en les excavacions de Pompeia que va oferir un major interès. Les troballes i els frescos trobats a les vil·les estabianes van ser portats al Palau Reial de Portici, encara que, entre 1806 i 1834, van ser traslladats al Museu Reial de Nàpols. Sovint s'ha parlat del comportament dels enginyers borbònics durant les exploracions, i de com van fer enormes forats a les parets per crear vies d'accés a ambients encara enterrats, tenint poc en compte el patrimoni en el qual treballaven, i fins i tot arribar a ratllar voluntàriament els frescos que no es van retirar per evitar depredacions al final de l'excavació.
Roque Joaquín de Alcubierre, contrari al tancament de l'excavació, va escriure moltes cartes al ministre Bernardo Tanucci, demanant-li permís per poder reiniciar les exploracions a l'antiga Estàbia. Entre moltes, en una carta del 10 de setembre de 1774, llegim:
| «                             | desitjaria que S.M. em doni permís per fer qualsevol prova només amb uns quants treballadors als voltants d'aquells llocs fins a l'antiga ciutat d'Estàbia, on vaig trobar moltes de les millors coses que es poden observar al Museu Reial. | » |
| — Roque Joaquín de Alcubierre | |   |

La tenacitat d'Alcubierre es va veure recompensada l'any 1775 quan es va finançar una segona campanya d'investigació, aquesta vegada a l'aire lliure i concentrada a la part occidental del turó, prop de Vil·la d'Ariadna i el segon complex, i després es va estendre poc després a tota la carena. A més, es van treure a la llum parts d'algunes vil·les rústiques, especialment a la zona de Gragnano, com ara la Vil·la del Filòsof el 1778, la Vil·la de la Casa del Miri, la Vil·la d'Ogliaro, la Vil·la de Petrellune el 1779, la Vil·la de la Capella dels Impisi el 1780 i la Vil·la de Medici el 1781. La segona fase d'excavació va durar només set anys i va acabar l'any 1782, quan es va decidir abandonar definitivament les investigacions sobre Estàbia i desviar els homes cap a Pompeia.
Durant el segle xix, el jaciment d'Estàbia va quedar gairebé completament oblidat a favor de la propera Pompeia i només cap a finals d'aquest segle va semblar que es reactivava poc l'interès. Entre 1876 i 1879, arran de les obres de construcció de la capella de San Catello a la catedral de Castellammare di Stabia, es van trobar alguns artefactes que es remunten tant al període anterior com posterior a l'erupció del Vesubi; de fet, a una profunditat d'uns set metres, es van trobar inscripcions, trams de camins i llindars de cases, mentre que a uns tres metres de profunditat es van trobar columnes, sarcòfags, frescos i un tros de mur que pertanyia a una adoberia de pells. Probablement, després de l'erupció del Vesuvi es va reconstruir en aquesta zona la calçada que unia Nucèria Alfaterna amb Sorrentum, com va testimoniar un antic mil·liari, a la vora de la qual hi havia diverses necròpolis com les trobades a Estàbia i d'altres prop de Vico Equense. Un altre element d'interès cap a Estàbia va ser la publicació l'any 1881 per part de Michele Ruggiero, director de les Excavacions d'Antiguitats del Regne d'Itàlia, d'una col·lecció que incloïa diaris d'excavació, plànols, cartes i mapes que es remunten a les exploracions realitzades a finals de segle xviii.

### Libero D'Orsi: la represa de les excavacions

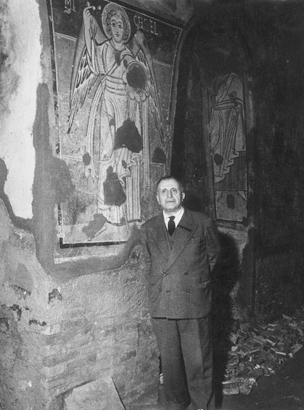
Libero D'Orsi a la Gruta de San Biagio

L'any 1950, Libero D'Orsi, director d'una escola secundària de Castellammare di Stabia i apassionat de l'arqueologia, juntament amb uns quants treballadors, amb moltes dificultats tant per l'escepticisme dels propietaris dels terrenys com per problemes econòmics, va obtenir la possibilitat de realitzar excavacions arqueològiques al turó de Varano, on dos segles abans els Borbons havien tret a la llum les antigues restes de la ciutat romana d'Estàbia i on uns anys abans, entre 1931 i 1933, havien ressorgit parts de murs en alguns terrenys agrícoles. Amb l'ajuda dels mapes elaborats durant les excavacions borbòniques, a partir del 9 de gener de 1950, van sortir a la llum algunes estances de la Vil·la de Sant Marc i la Villa d'Ariadna i l'any 1957 les de la Villa de Petraro, una domus trobada per casualitat però després enterrada de nou després d'uns anys d'estudi. Les investigacions van continuar durant dotze anys, fins que es va aturar definitivament l'any 1962 per manca de fons.
La notícia de les troballes arqueològiques va viatjar ràpidament per tot el món, tant que visitants il·lustres, com Margarida d'Àustria, la duquessa Elena d'Aosta, els reis de Suècia i els antics governants de Romania, van visitar les ruïnes d'Estàbia. Durant aquests anys es van trobar una gran quantitat d'artefactes, i alguns dels frescos més importants es van retirar per permetre'n una millor conservació. Els prop de nou mil artefactes recollits es van allotjar en algunes sales del soterrani de l'escola secundària d'Estabia de la qual Libero D'Orsi era el director. La possibilitat de visitar aquesta exposició permanent va durar uns quants anys, fins que per la inadequació del lloc es va traslladar a l'Antiquarium stabiano.
La perllongada manca de fons va provocar un efecte d'estancament en les excavacions al llarg del període des la dècada del 1960 fins a finals de la dècada del 1990. Malgrat tot, sovint per motius força casuals, s'han trobat nombroses restes de vil·les i necròpolis, com l'any 1963 quan la Vil·la de Carmiano va ser excavada i després enterrada, l'any 1967 quan part del segon conjunt i de la Vil·la del Pastor van ressorgir i van ser enterrades novament el 1970, o el 1974 quan es va descobrir una vil·la pertanyent a l'ager stabianus però situada a l'actual municipi de Sant'Antonio Abate i l'excavació del qual encara no s'ha acabat del tot. A més d'aquestes vil·les, d'altres, sobretot les rústiques, foren descobertes per tot l'ager stabianus, especialment entre Santa Maria la Carità i Gragnano; totes, després d'una breu exploració, van ser enterrades de nou.
L'any 1980, arran del violent terratrèmol d'Irpínia de 1980, part de la columnata salomònica del peristil superior de Vil·la de San Marc va quedar gairebé totalment destruïda, sense tenir en compte els enormes danys que van patir les vil·les; l'esdeveniment va fer tancar les excavacions al públic i no es van reobrir fins quinze anys després.
L'any 1981 les excavacions van passar a formar part de la recentment creada Superintendencia Especial per al Patrimoni Arqueològic de Pompeia, Herculà i Estàbia que incloïa les excavacions de Pompeia, Herculà i Oplontis a més del jaciment d'Estàbia. El mateix any, després de la retirada del lapil·li, es va trobar de nou la part del pati de Vil·la d'Ariadna, a l'interior del qual hi havia dos carros d'ús agrícola, un dels quals va ser restaurat i posteriorment exposat al públic. A la resta de la dècada del 1980 només es van fer intervencions de manteniment i restauració, així com a la dècada del 1990, llevat d'alguns fets importants, com el descobriment d'algunes subestructures a Vil·la d'Ariadna l'any 1994, la reobertura del jaciment arqueològic al públic l'any 1995 i la recuperació d'algunes sales de la palestra de la Vil·la d'Ariandna l'any 1997.

### Les excavacions en el nou mil·lenni
Restoring Ancient Stabiae (RAS) és una fundació sense ànim de lucre fundada l'any 2001 amb l'objectiu de crear i gestionar un parc arqueològic, d'unes seixanta hectàrees, a l'antiga ciutat romana d'Estàbia, així com cuidar, promoure i millorar l'arqueologia estabiana i formen un pol de recerca per a estudiants de grau i investigadors amb cursos de formació i laboratoris.
Ja l'any 1972, Alfonso De Franciscis, superintendent de l'àrea arqueològica de Pompeia, va proposar la creació d'un parc arqueològic però tot va acabar en no-res; l'any 1997, un arquitecte d'Estàbia va treballar en un projecte a la Universitat de Maryland, per a la creació d'un parc arqueològic a Estàbia. El 26 de març de 1998, la universitat estatunidenca i la superintendencia arqueològica de Pompeia van signar un conveni per a la construcció de l'esmentat Parc.
El 1999, l'Acadèmia Americana de Roma es va convertir en el finançador de la iniciativa, mentre que el 2001 tant el Municipi de Castellammare di Stabia com la Regió de Campània es van unir al projecte signant un acord amb l'assignació de 4,5 milions de dòlars per a la creació del parc i la recuperació de les vil·les existents.
El 2 de març de 2001, amb un acord entre el Ministeri de Patrimoni i Activitats Culturals i la Regió de Campània, va néixer oficialment la RAS.
El nou mil·lenni va començar amb la fundació d'una associació italo-estatunidenca sense ànim de lucre anomenada Restoring Ancient Stabiae (RAS), que juntament amb la col·laboració de la Regió de Campània i la Superintendencia Especial per al Patrimoni Arqueològic de Pompeia, Herculà i Estàbia han desenvolupat un projecte per a la creació d'un parc arqueològic destinat a donar a conèixer les vil·les estabianes i, alhora, garantir el seu manteniment i exploració. Per donar suport a aquest projecte també va néixer el Vesuvian Institute, un institut internacional d'arqueologia que realitza funcions tant d'allotjament i com de centre de recerca per a estudiants i arqueòlegs que es dediquen a les diferents pràctiques i etapes que ofereix el mateix institut.
L'any 2003, arran d'uns xàfecs violents, part de la carena del turó de Varano es va esfondrar fent sortir a la llum algunes estances, fins i tot d'una obra considerable, d'una domus romana. Es tractava d'una vil·la de la qual es desconeixia l'existència, ni tan sols informada als mapes borbònics. Encara no s'ha pogut comprovar si es tracta d'una vil·la de repòs o d'una simple casa de l'antic poble d'Estàbia, abans de la seva destrucció per Sul·la.
El 2006 va ser un any ple d'esdeveniments. Al juny, arran de la neteja d'una zona del turó de Varano, van sortir a la llum algunes estances pertanyents a la Vil·la d'Ànteros i Heracles, edifici ja descobert pels Borbons el 1749 però després enterrat de nou i perdut; malauradament, per manca de fons, l'excavació es va tornar a interrompre. El juliol del mateix any, les campanyes d'excavació promogudes per la RAS van treure a la superfície el peristil superior de la Vil·la de Sant Marc, amb la identificació de l'angle extrem, gràcies a la presència d'una columna salomònica angular; prop de la columna també es va trobar el primer esquelet humà d'Estàbia, probablement un fugitiu que va ser víctima d'un col·lapse; darrere del peristil també es van descobrir tres cubicula. Aquests descobriments han requerit diversos anys d'estudi i investigacions, realitzats amb algunes tècniques d'avantguarda, no-invasores del terreny, com l'ús de magnetòmetres i georadars.

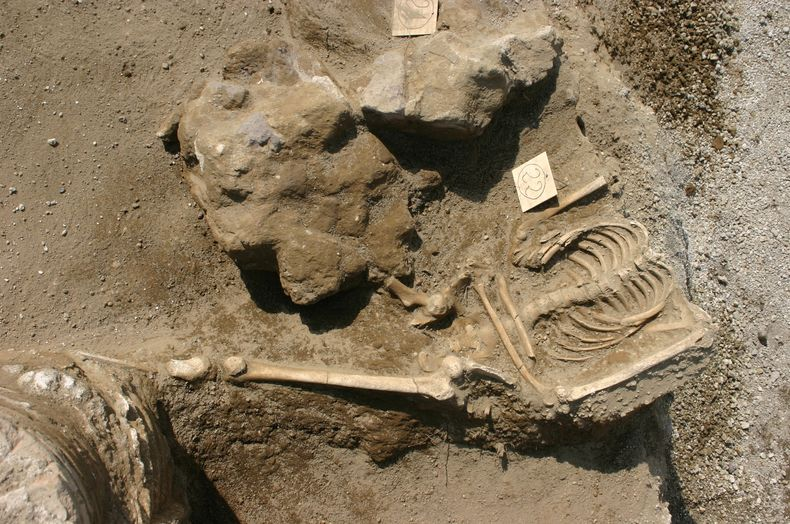
El primer esquelet humà trobat a Estàbia (2006)

L'any 2008, tant la Vil·la de Sant Marc com la Vil·la d'Ariadna van participar en exploracions que van treure a la llum, a la primera vil·la, una sèrie de cubicula, dues latrines i un jardí on es trobava l'entrada secundària, mentre que a la segona vil·la es va trobar part del gran peristil que en l'època romana donava directament a la mar. Però malgrat el compromís de les diferents associacions, sovint es van aixecar alarmes de denúncia davant la manca de manteniment i publicitat del recinte d'Estàbia. El juny de 2008 es va inaugurar el Museu diocesà sorrentí-estabià, situat a l'església de l'Oratori de Castellammare di Stabia, que conserva nombroses troballes de la necròpolis subterrània de la catedral d'Estàbia com làpides, columnes, capitells i mobiliari, però també troballes que es remunten a l'època renaixentista. El museu va tenir de seguida un bon èxit de públic, arribant als dos mil visitants en pocs mesos. També en suport d'una campanya de rellançament de les excavacions estabianes, l'estiu de 2008 es va organitzar un espectacle de cant del cantant Lucio Dalla a la Vil·la de Sant Marc.
L'any 2009, noves excavacions van treure a la llum una antiga via romana que recorre el perímetre nord de Vil·la de Sant Marc. És un camí que comunicava el poble d'Estàbia amb la platja; al llarg d'aquesta artèria hi ha una porta d'accés a la ciutat, la primera trobada, en bon estat, i una infinitat de grafits i petits dibuixos al carbonet. A l'altre costat de la via també es va descobrir una zona termal d'una nova vil·la, en part explorada a l'època borbònica. Durant el mateix any, a la Vil·la d'Ariadna va ressorgir un jardí considerat el millor conservat del món, mentre que a Casola di Napoli, a pocs metres d'un edifici il·legal, va ressorgir un tram de calçada romana amb l'entrada a una domus pertanyent a l'ager stabianus.
El maig de 2010, durant les obres de duplicació de la via de la línia de ferrocarril Torre Annunziata-Sorrento de la Circumvesuviana, entre les estacions de Ponte Persica i Pioppaino, es va descobrir una vil·la que datava del segle i. Entre les estances es va explorar una troballa d'una terma, un forn per a l'elaboració del pa i diverses sales servils, totes finament pintades al fresc.
L'any 2012, després de dos anys d'obres, es van acabar les obres de restauració de les vil·les de l'altiplà de Varano, que van suposar la substitució total de les antigues cobertes per unes de noves de fusta per tal de conservar millor els frescos i mosaics i la restauració amb còpies de les pintures, en la seva posició original, que van ser retirades durant les excavacions borbòniques i les de la dècada del 1950.
El setembre de 2020 es va inaugurar el Museu Arqueològic d'Estàbia Libero D'Orsi, que substitueix l'Antiquarium stabiano, construït dins del Palau de Quisisana de Castellammare di Stabia i que recull les troballes de les excavacions d'Estàbia i els voltants.

## Vil·les de repòs

### La Vil·la de Sant Marc

#### Història
La Vil·la de Sant Marc és una vil·la residencial romana que pren el nom d'una capella dedicada a Sant Marc, construïda al segle xvii a la zona de la vil·la, avui desapareguda. Té una superfície d'uns onze mil metres quadrats, dels quals s'han tret a la llum sis mil, amb obres d'excavació inacabades, i pot presumir de ser la vil·la d'otium més gran de l'antiga Campània. Després de l'erupció del Vesuvi del 79, l'estructura va ser explorada per primera vegada pels Borbons en el període comprès entre 1749 i 1782 i, posteriorment, per Libero D'Orsi entre 1950 i 1962. Es va trobar, des del seu descobriment, en un excel·lent estat de conservació gràcies a la gruixuda capa, d'uns cinc metres de profunditat, de cendra i lapil·li que l'havia protegit del pas del temps.
La Vil·la de Sant Marc va ser construïda durant l'època augusta, i va ser considerablement ampliada amb la incorporació d'estances panoràmiques, el jardí i la piscina a l'època clàudia. Encara que no es coneix exactament el nom del propietari, hi ha diversos supòsits que van portar a pensaru que podria pertànyer o bé a un tal Narcissus, un llibert (a partir d'uns segells trobats sota les teules), o bé a la família Virtii, que tenia sepulcres no lluny de l'edifici.

#### Estructura
L'entrada a la vil·la es troba a uns cinc metres de profunditat. Aquesta es caracteritza per un petit porxe amb bancs de pedra utilitzats per persones que esperaven ser rebudes pel propietari. Després de l'entrada s'entra a l'atri pintat al fresc amb un sòcol negre i una zona mitjana vermella amb representacions de centaures i pells de pantera; al centre hi ha un impluvium, mentre que al llarg dels murs laterals hi ha tres cubicula, amb una petita escala que porta al pis superior, que es va ensorrar arran de l'erupció. Al mur de llevant hi ha el lararium, adornat amb frescos que reprodueixen marbres preciosos; aquesta tècnica s'utilitzava sobretot durant l'època flàvia per evitar la compra de marbres reals a preus més elevats. També a l'atri es troben les bases d'una caixa forta perduda que, a més de la seva funció tradicional, també tenia la tasca de mostrar a tothom la riquesa de la família.

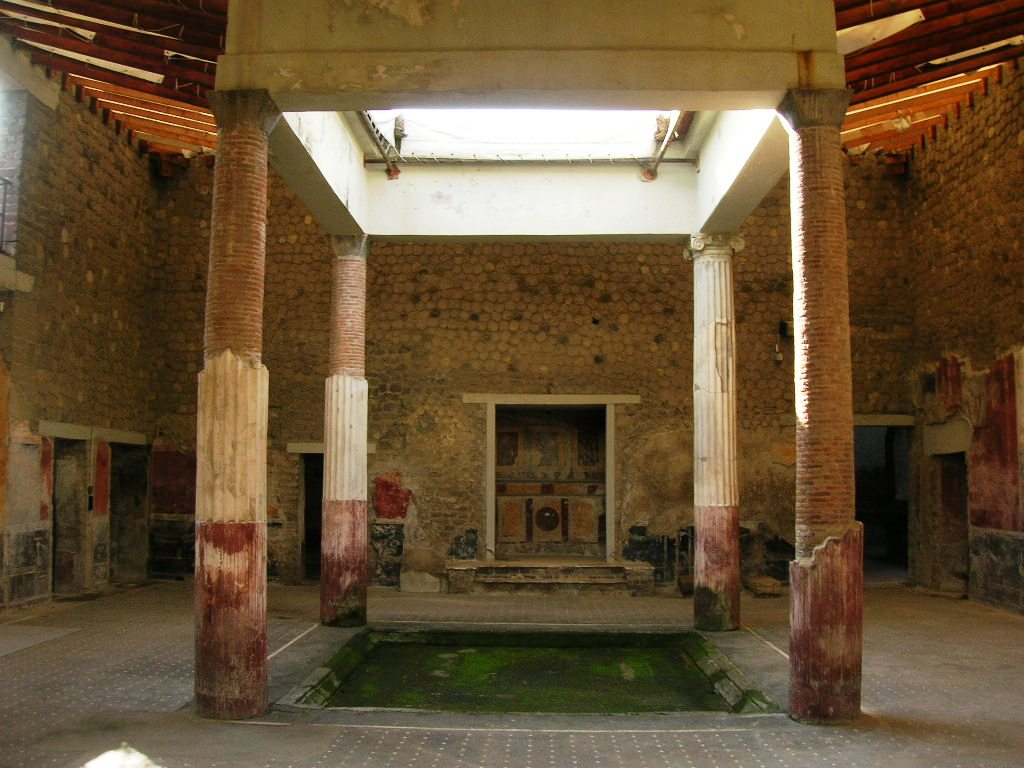
L'atri amb l'impluvium i el larari
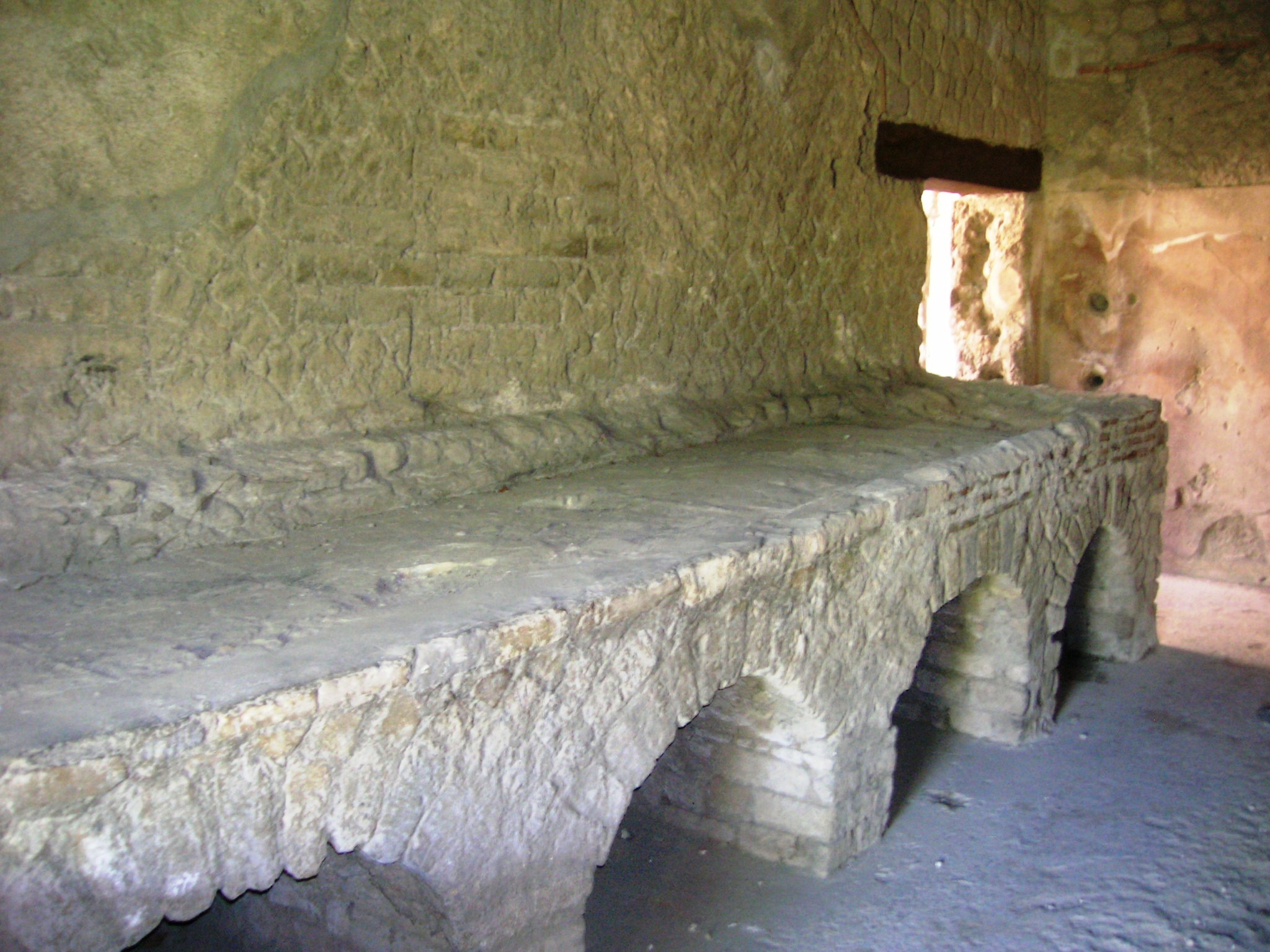
La cuina

A la dreta de l'atri hi ha l'accés al tablinum, des del qual un curt passadís, en opus signinum, porta a un pati porticat on es troba l'entrada des del carrer a la vil·la. La porta d'accés al pati era de fusta i en el moment de l'excavació es va poder fer un motlle. A prop d'aquestes sales s'ha recuperat una estàtua de bronze de Mercuri, un corb a mida natural per a una font i un canelobre de bronze. El tablinum presenta una decoració del 4t estil, amb un sòcol vermell i compartiments amb garlandes i animals, mentre que el sòl és en tessel·lació blanca vorejada per dues bandes en negre. L'any 2008, arran de noves excavacions, es van trobar algunes zones no descrites als mapes borbònics, com una escala, un camí per a vianants i un jardí amb un gran om al centre, a més de dues latrines i diverses estances; una amb llit, un lavabo i fogons i una altra en la qual es va trobar una capseta que contenia una moneda, una espàtula i un botó d'os.
La cuina, situada darrere de l'atri, és de planta rectangular i unes dimensions considerables. Té un gran taulell de maçoneria sobre quatre arcs, un fogó fet amb fragments de maó, i una gran pica. Malgrat la poca importància de l'entorn i, per tant, l'absència de frescos i mosaics, les parets estan de fet recobertes amb un estuc de guix i el paviment amb maçoneria senzilla. S'han trobat diversos elements d'interès com, per exemple, grafits deixats pels esclaus (hi ha un vaixell de rem, potser alguns comptes de despeses o torns, dos gladiadors i un poema de dotze versos). A la cuina es connecten diverses sales de servei; hi ha una sala que probablement servia de magatzem i altres estances que originàriament devien ser diaetae (habitatge), però que durant l'època flàvia, arran de la construcció del peristil, van ser reduïdes i utilitzades com a dipòsits o com a cubicula. En suport de la tesi que aquestes estances havien estat diaetae es troben les seves decoracions particulars, massa sumptuoses per les habitacions del servei; de fet estan pavimentades en mosaic en blanc i negre i una decoració mural de tercer estil amb sòcol negre i la part superior en groc ocre.

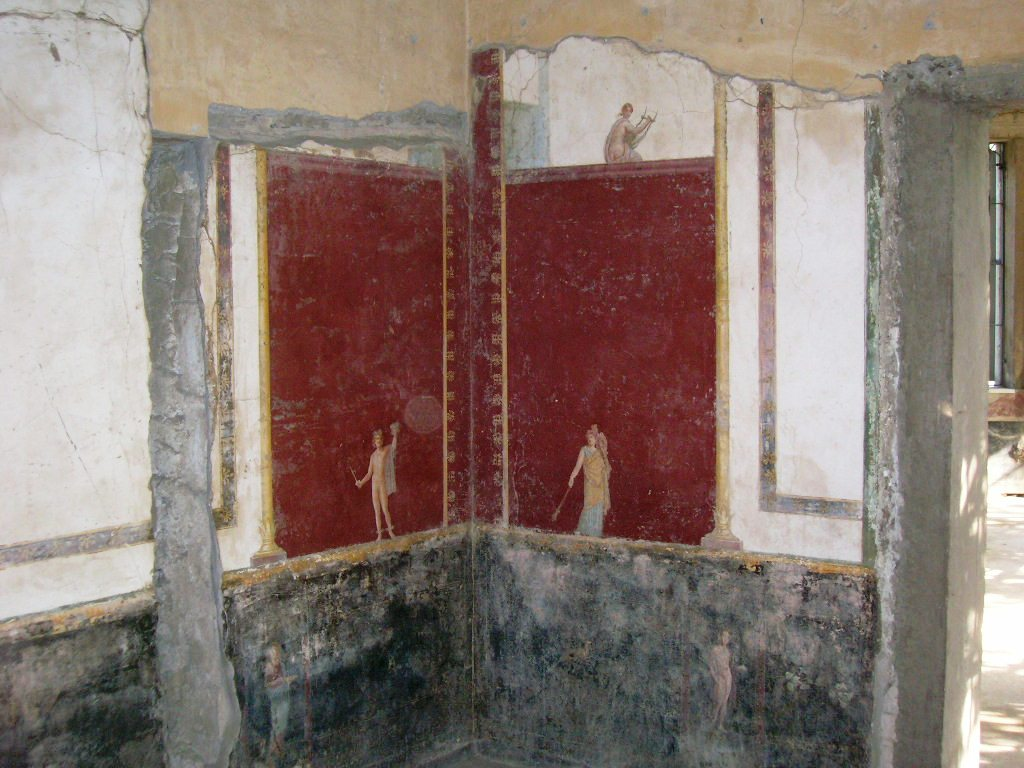
Frescs d'una diaeta (habitatge)
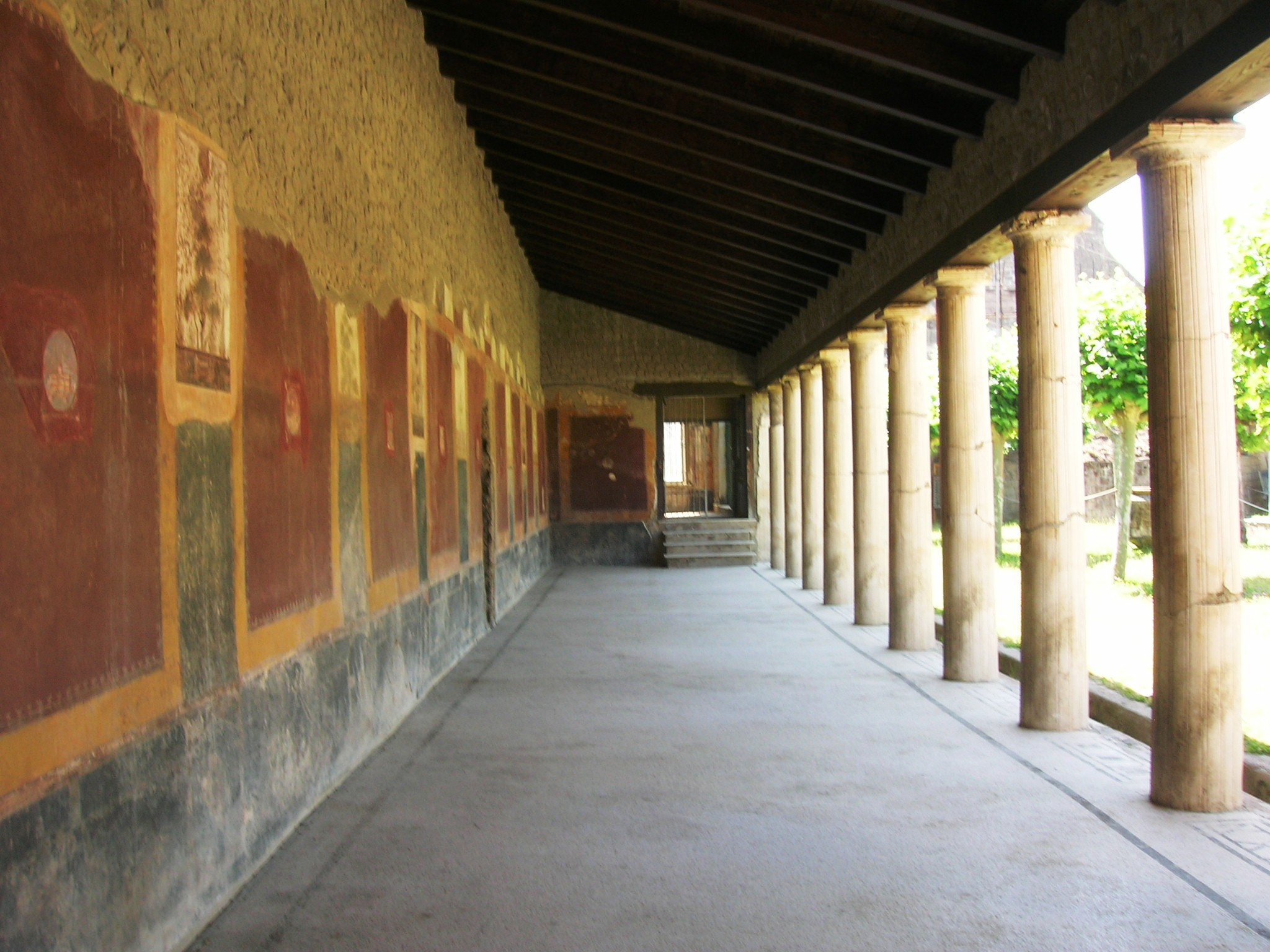
La columnata del peristil

Les estances termals de la vil·la són d'unes dimensions considerables, de planta triangular i estan situades entre l'entrada i la vora del turó. Entre aquestes i l'atri, un petit viridarium protegit per un mur on s'obren sis grans finestrals. A partir de les restes dels frescos es pot deduir que aquest estava finament decorat amb representacions de grans branques penjandes. Es permet l'accés a la zona termal des d'un atri, enriquit amb representacions de amorets, seguit de l'apodyterium (vestidor), el tepidarium, el frigidarium, la palestra i el calidarium; la piscina situada al calidarium, l'accés a la qual està permès per graons de pedra, té una llargada de set metres, una amplada de cinc i un metre i mig de fondària. Després d'excavacions posteriors a la piscina, es va eliminar part del fons, deixant al descobert un gran forn de maons alimentat per un esclau, que s'hi arribava per un passadís subterrani, i que escalfava una gran caldera de bronze (aquesta va ser retirada el 1798 per Lord Hamilton per ser transportada a Londres, però durant el viatge el vaixell on anava carregada, el Colossus, va ser víctima d'un naufragi). Els vapors calents produïts per la caldera passaven a les cavitats de les parets a través de canonades de terracota, escalfant tota l'habitació; se suposa que el calidari estava cobert amb lloses de marbre. Des de les estances termals també parteixen una sèrie de rampes que connecten la vila amb la zona més plana propera a la costa.
El gran peristil està envoltat per un llarg pòrtic amb una piscina al centre de trenta-sis metres de llargada per set metres d'amplada, que, a la part terminal, té un nimfeu, en part encara per explorar, decorat amb frescos que representen Neptú, Venus i diversos atletes, retirats pels Borbons i conservats al Museu Arqueològic Nacional de Nàpols i al Museu Condé de Chantilly, França.
En el moment de l'erupció, els plàtans (Platanus) eren presents al jardí del peristil. La certesa ve donada pels estudis d'arqueòlegs que durant les excavacions van analitzar les diferents capes volcàniques i van trobar les emprentes de les arrels d'aquests arbres (tal com va passar amb els motlles dels humans), i en aquestes formes es va abocar ciment líquid per tal d'obtenir-ne el motlle. A més, els arqueòlegs han calculat que, en el moment de l'erupció, l'edat d'aquests arbres oscil·lava entre els setanta-cinc i cent cinc anys.
Al jardí hi ha diverses diaetae (habitatges) pintades al fresc cadascuna d'una manera diferent. La primera està decorada al quart estil i a les parets hi ha representat Perseu amb ales als seus peus mostrant el cap tallat de Medusa, una musa d'esquena amb una lira, Ifigenia, una figura nua, i una dona que descobreix un píxide, mentre que al sostre hi ha representada Nice amb la palma de la victòria. En una segona sala es representa la història d'Europa segrestada pel toro, mentre que a la sala del costat hi ha fragments d'una pintura que representa un jove estirat sobre un triclini amb una hetera al seu costat. Altres sales en canvi, en part esfondrades, obertes a la vora del turó en posició panoràmica, tenien un revestiment de marbre a la part inferior i estaven pintades al fresc a la superior. Les parets del peristil estan pintades al fresc amb sòcol negre i quadrats en vermell i ocre, mentre que el paviment és de mosaic blanc, que reprodueix dibuixos geomètrics en blanc i negre a les sanefes properes a les columnes.

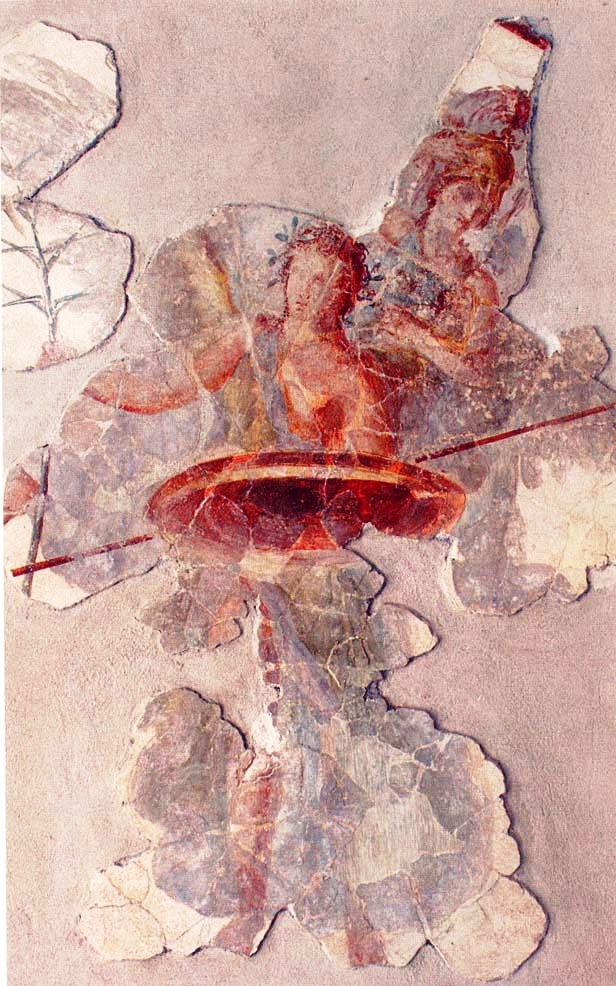
Fresc de Minerva
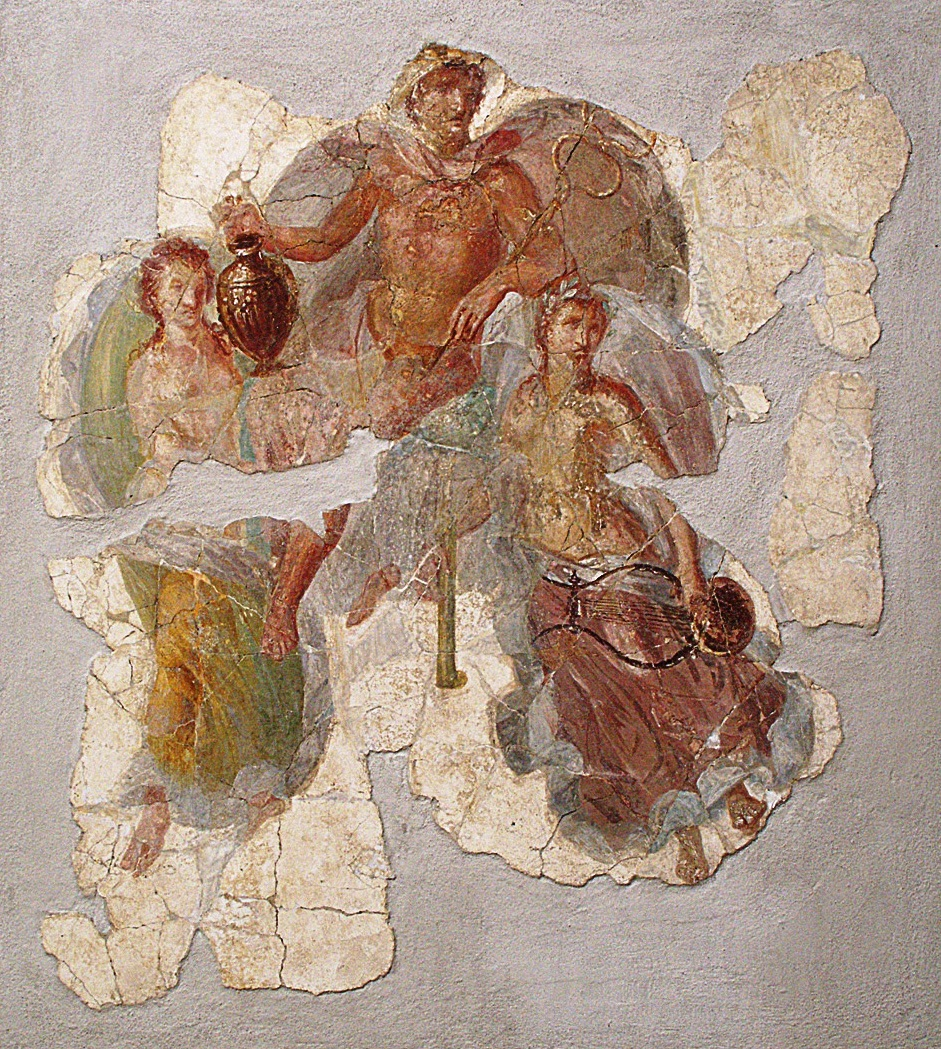
Fresc d'Hermes
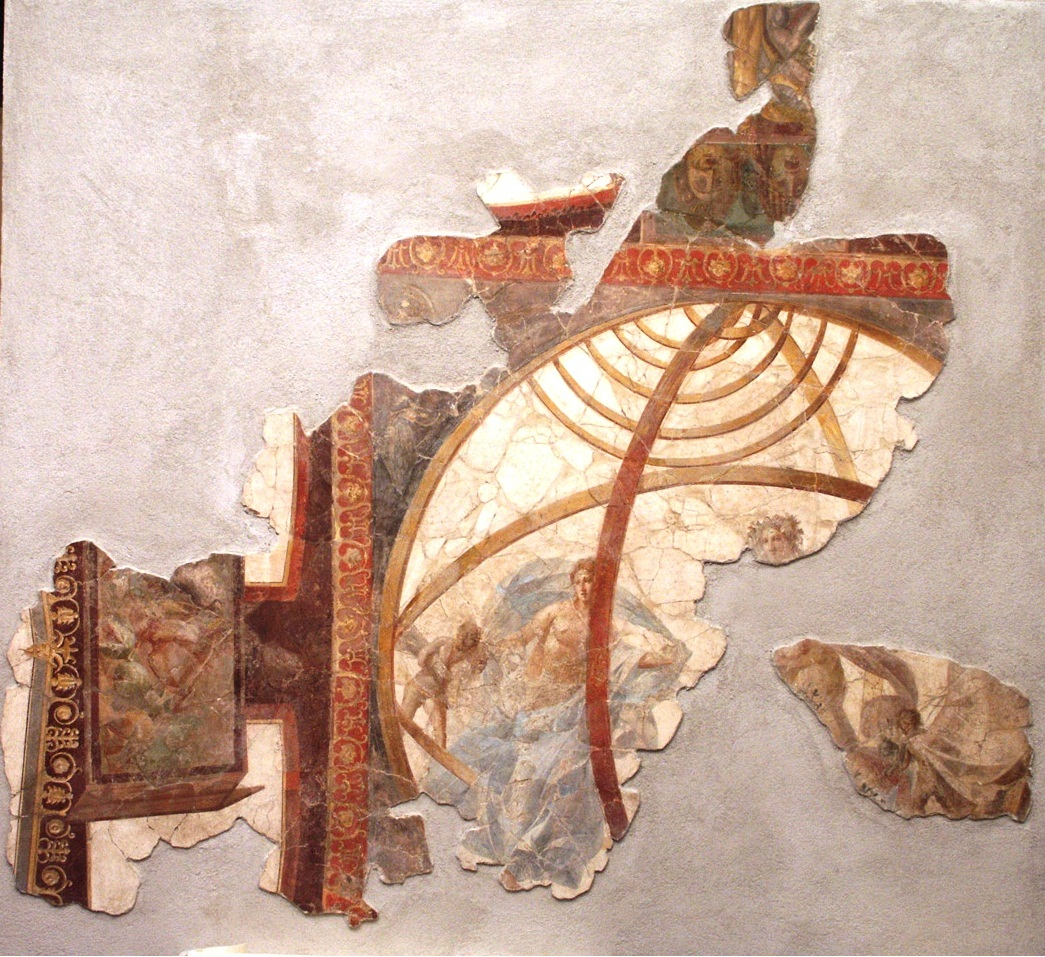
Fresc d'un planisferi celeste
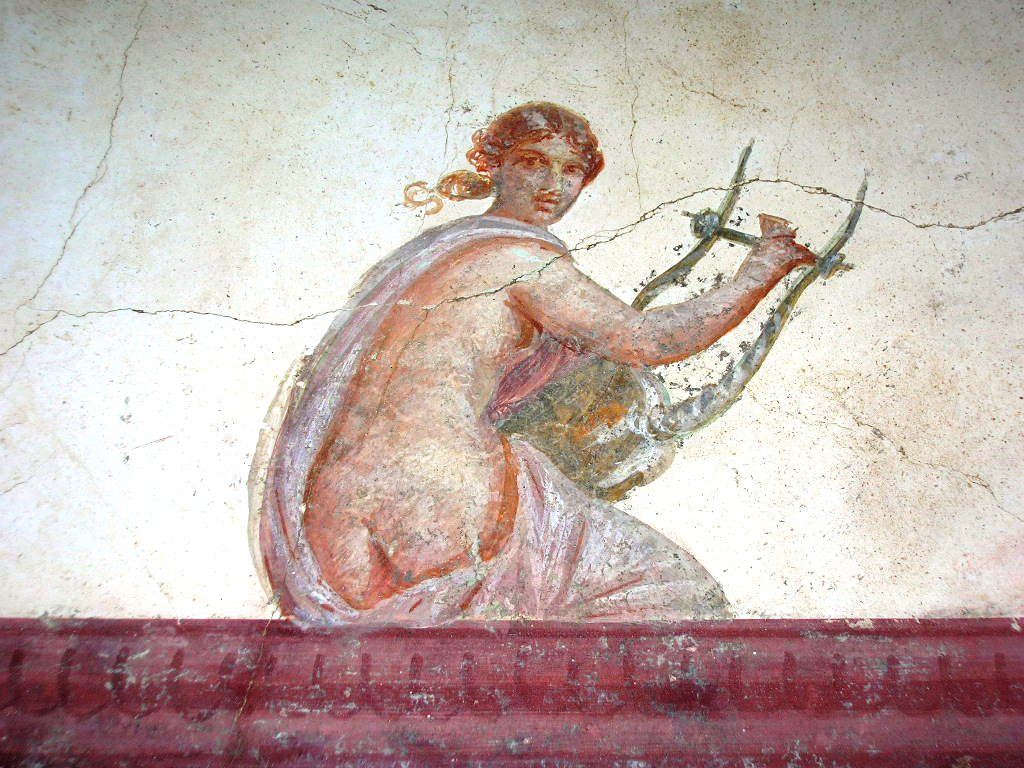
Fresc d'una musa tocant una lira

La Vil·la Sant Marc també està equipada amb un segon peristil, situat al costat sud, potser d'uns cent quaranta-cinc metres de llargada, tal com indiquen els estudis geofísics realitzats l'any 2002 i recuperat en gran part l'any 2008, i caracteritzat pels pòrtics sostinguts per columnes salomòniques, esfondrades arran del terratrèmol d'Irpínia de 1980. El sostre del pòrtic està pintat al fresc amb diverses pintures que representen Melpòmene, l'Apoteosi d'Atenea, Hermes psicopomp, la Quadriga del Sol amb Faetó i el Planisferi de les estacions, trobat el 1952 i representant un globus terraqüi amb dues esferes que s'entrecreuen a l'interior i dues figures femenines que representen la primavera i la tardor amb amorets al seu voltant; molt probablement llavors l'obra va ser completada amb les figures d'Hivern i Estiu però la manca de fragments en dificulta la interpretació. En aquest peristil també hi ha un rellotge de sol; en realitat, durant l'excavació aquest es va trobar en un jaciment ja que la vil·la, en el moment de l'erupció, estava en fase de reforma i posteriorment es va col·locar en la seva posició original.

### La Vil·la d'Ariadna

#### Història
La Vil·la d'Ariadna és la vil·la de repòs més antiga d'Estàbia, datada del segle ii aC Es troba a l'extrem occidental del turó de Varano, en una posició panoràmica. Ocupa una superfície d'uns onze mil metres quadrats dels quals només dos mil cinc-cents excavats i visitables.
La primera campanya d'excavació la va dur a terme Karl Weber entre 1757 i 1762. La vila es va anomenar «primer complex», per distingir-la del segon complex, una altra villa d'otium, de la qual està separada per un vicus molt estret. Després de desenganxar les decoracions de major importància i retirar el mobiliari, la vil·la va ser novament enterrada.
Les excavacions es van reprendre l'any 1950 per Libero D'Orsi i va ser en aquest període que la vil·la es va anomenar Ariadna per la presència d'una pintura mitològica que representava Ariadna abandonada per Teseu. D'Orsi va dur a terme les excavacions de les habitacions de la vil·la, a la vora del turó, alguns dels quals es van perdre arran d'esllavissades. Encara continua la tasca dels arqueòlegs en la zona sud i la del gran peristil o palestra, que han sigut desenterrats junt amb noves estances, columnes i finestres, l'any 2008.

#### Estructura
La Vil·la d'Ariadna, segons els mapes elaborats durant les exploracions dels Borbons i del que va sorgir de les excavacions, té una planta molt complexa, fruit de contínues ampliacions de l'estructura i per raons de comoditat es divideix en quatre trams: l'atri, les habitacions termals, el triclini i la palestra.

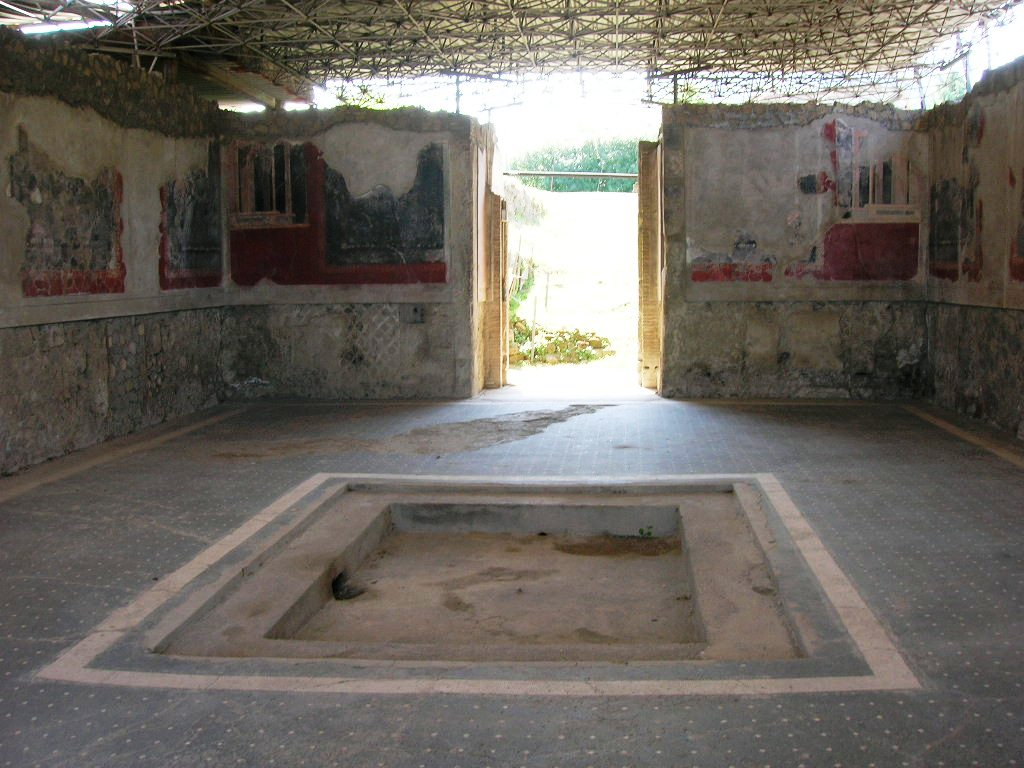
L'atri
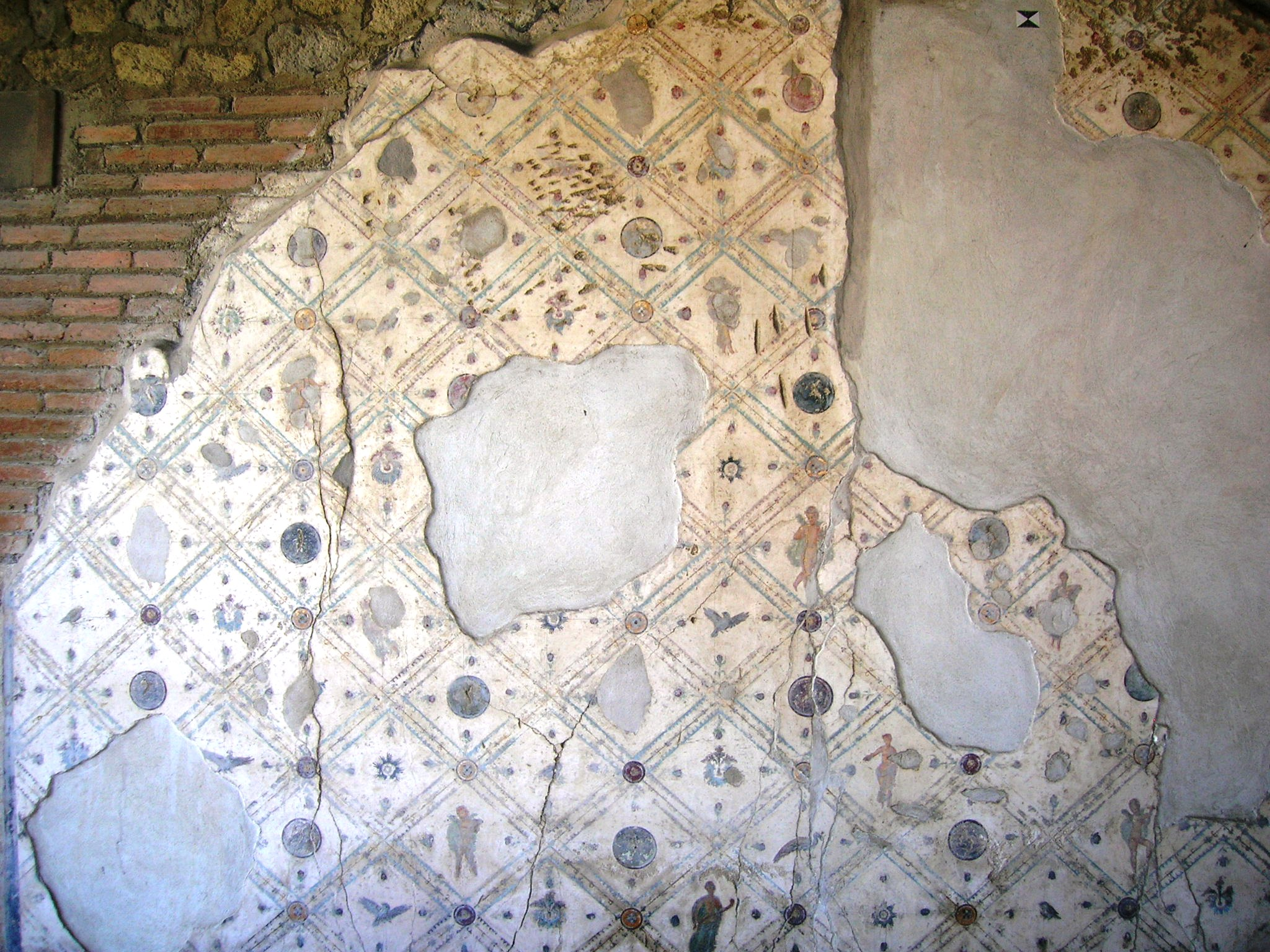
Decoració amb enrajolat
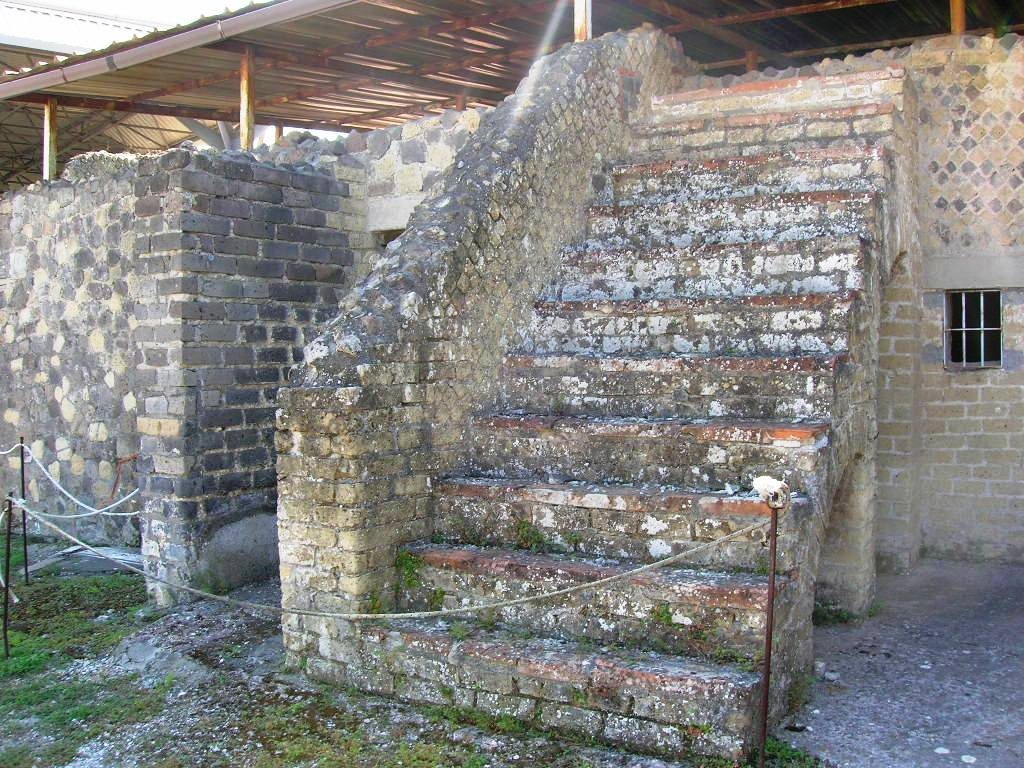
Escala romana

L'atri toscà, que data de la final de l'època republicana, està pavimentat amb mosaic blanc-negre i presenta frescos murals, normalment figures femenines i palmetes sobre fons negre i vermell, que presenten característiques atribuïbles al tercer estil. Al centre de l'atri hi ha un impluvium mentre que al voltant hi ha nombroses estances: dues d'aquestes, situades als extrems de l'entrada de l'atri, conserven decoracions que imiten l'arquitectura com les columnes jòniques que sostenen l'enteixinat pertanyent a l'atri, art típic del segon estil. A l'altre cubicula (cubiculum W 26), en canvi, s'han trobat els frescos més importants de l'antiga Stabia, tots retirats a l'època borbònica i conservats al Museu Arqueològic Nacional de Nàpols, i que representen les figures mitològiques de Medea, Leda amb el cigne, Diana, Flora i la Venedora d'amorets.

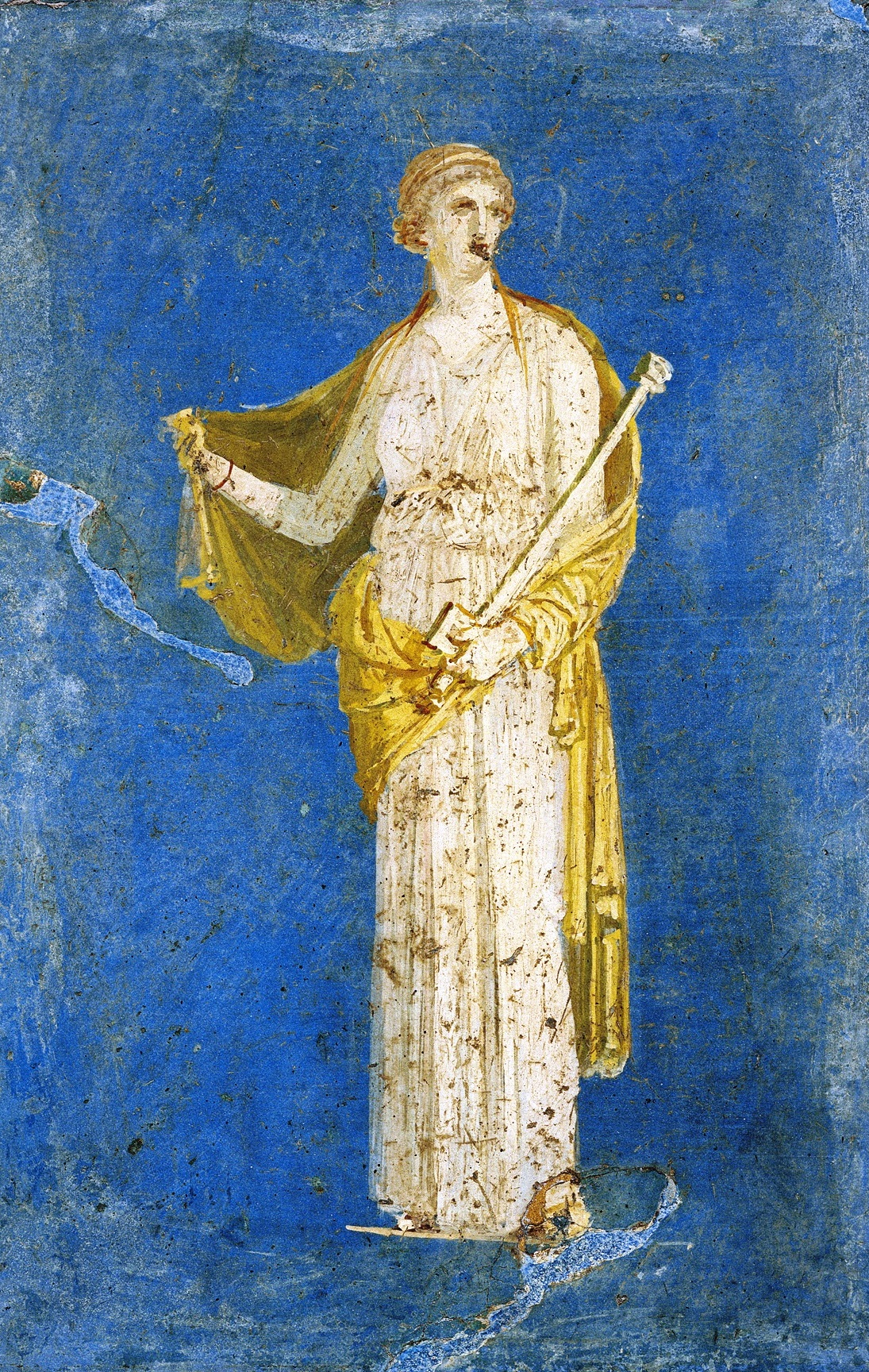
Fresc (38 x 26 cm) que representa Medea
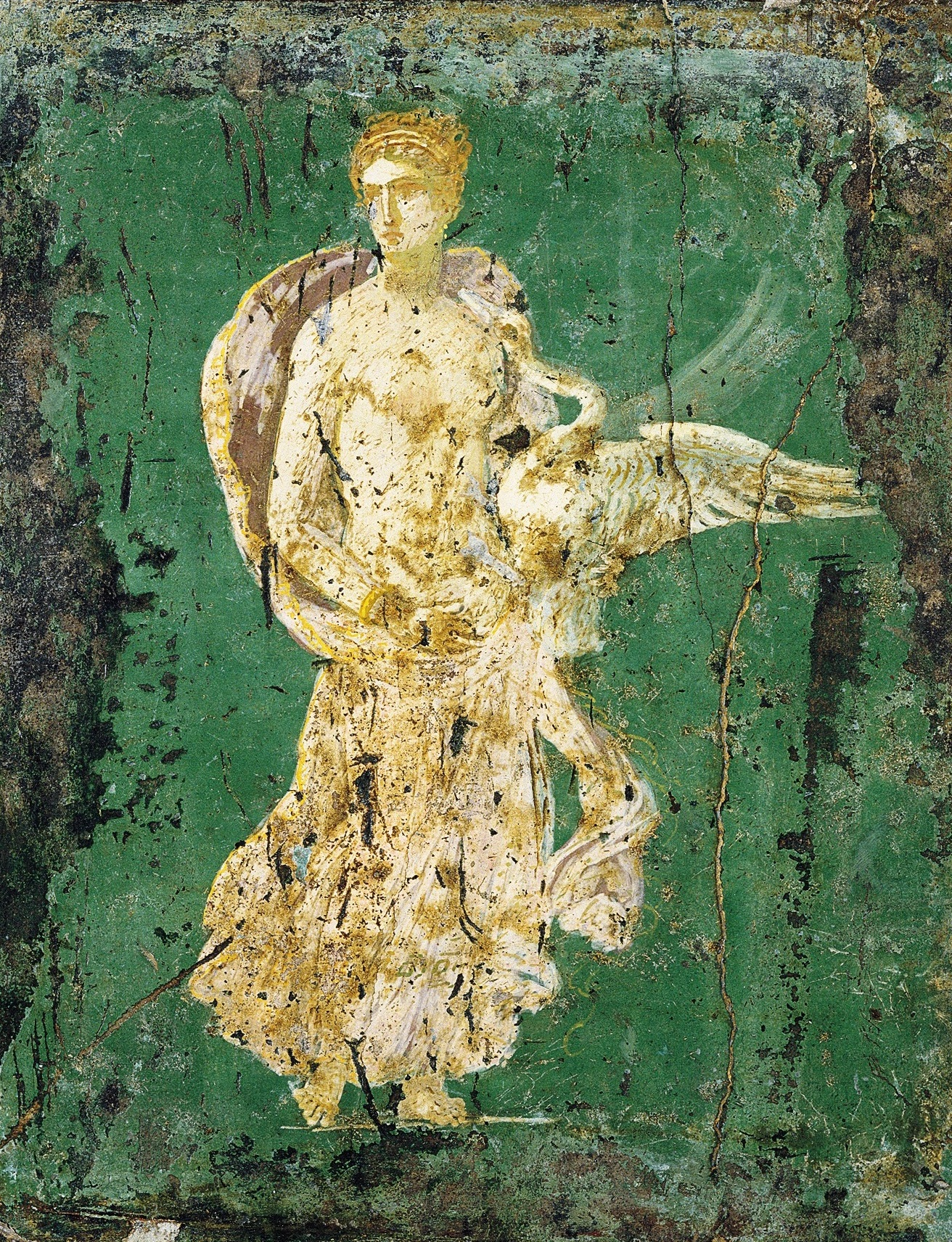
Fresc (44 x 32 cm) que representa Leda amb un cigne
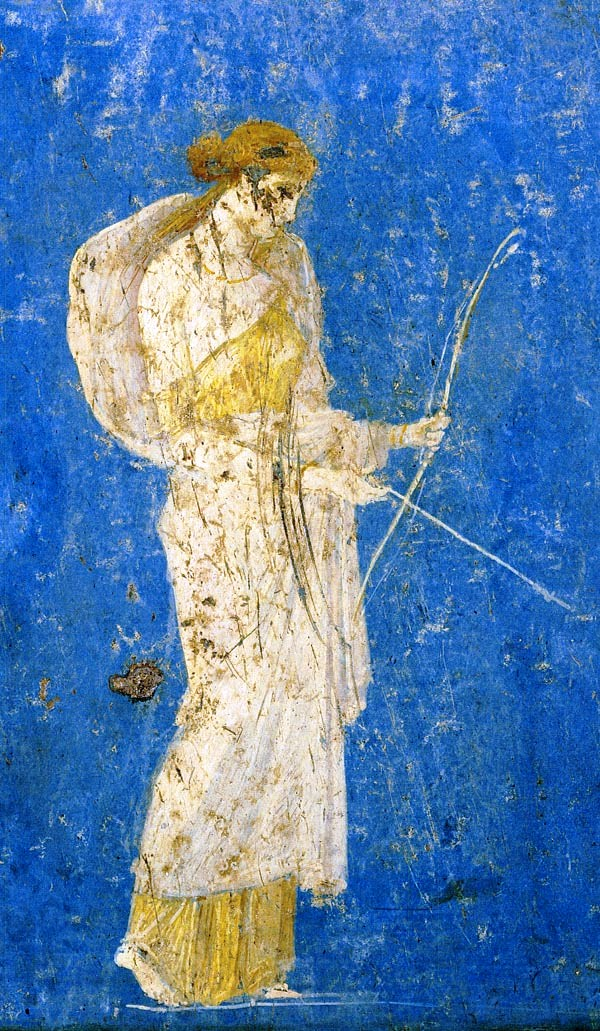
Fresc (37 x 27 cm) que representa Diana
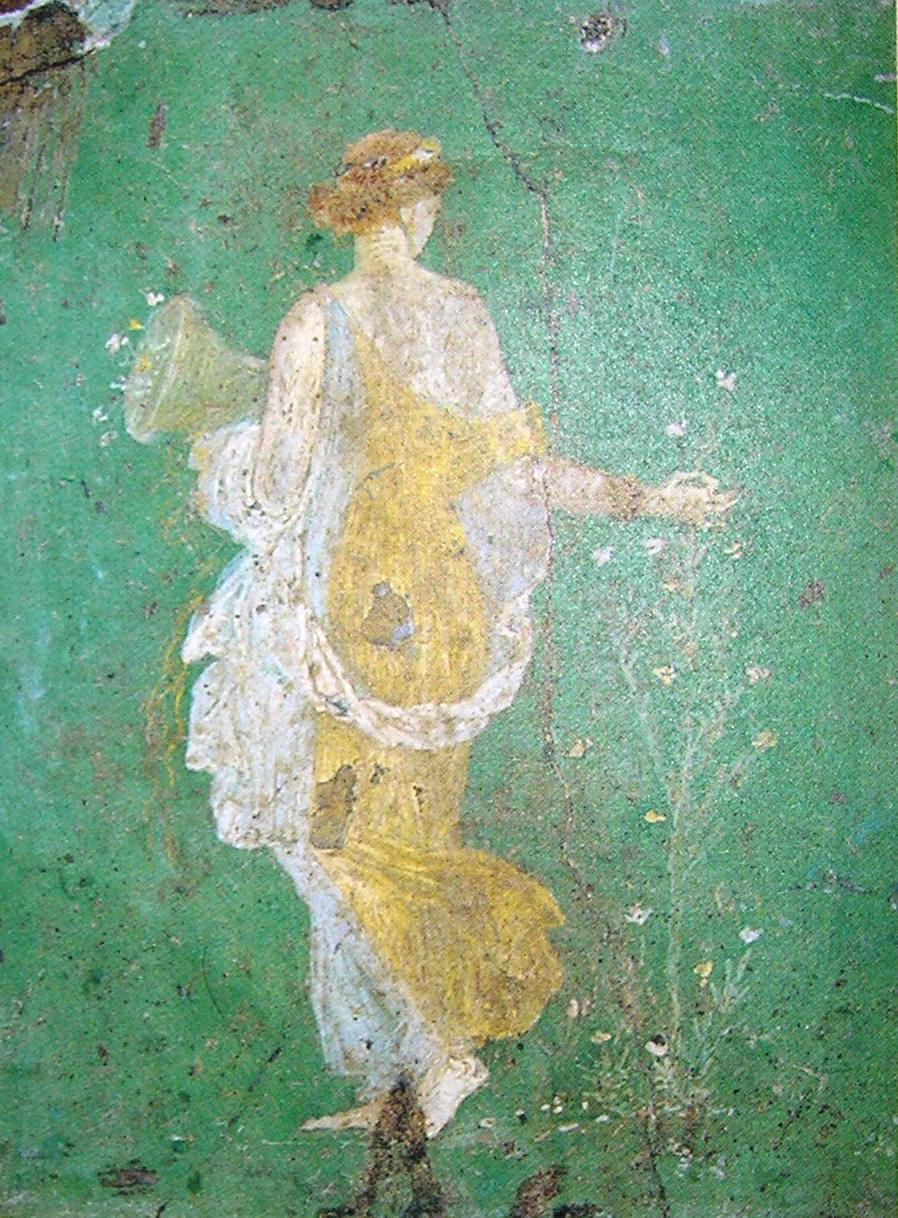
Fresc (38 x 26 cm) que representa Flora
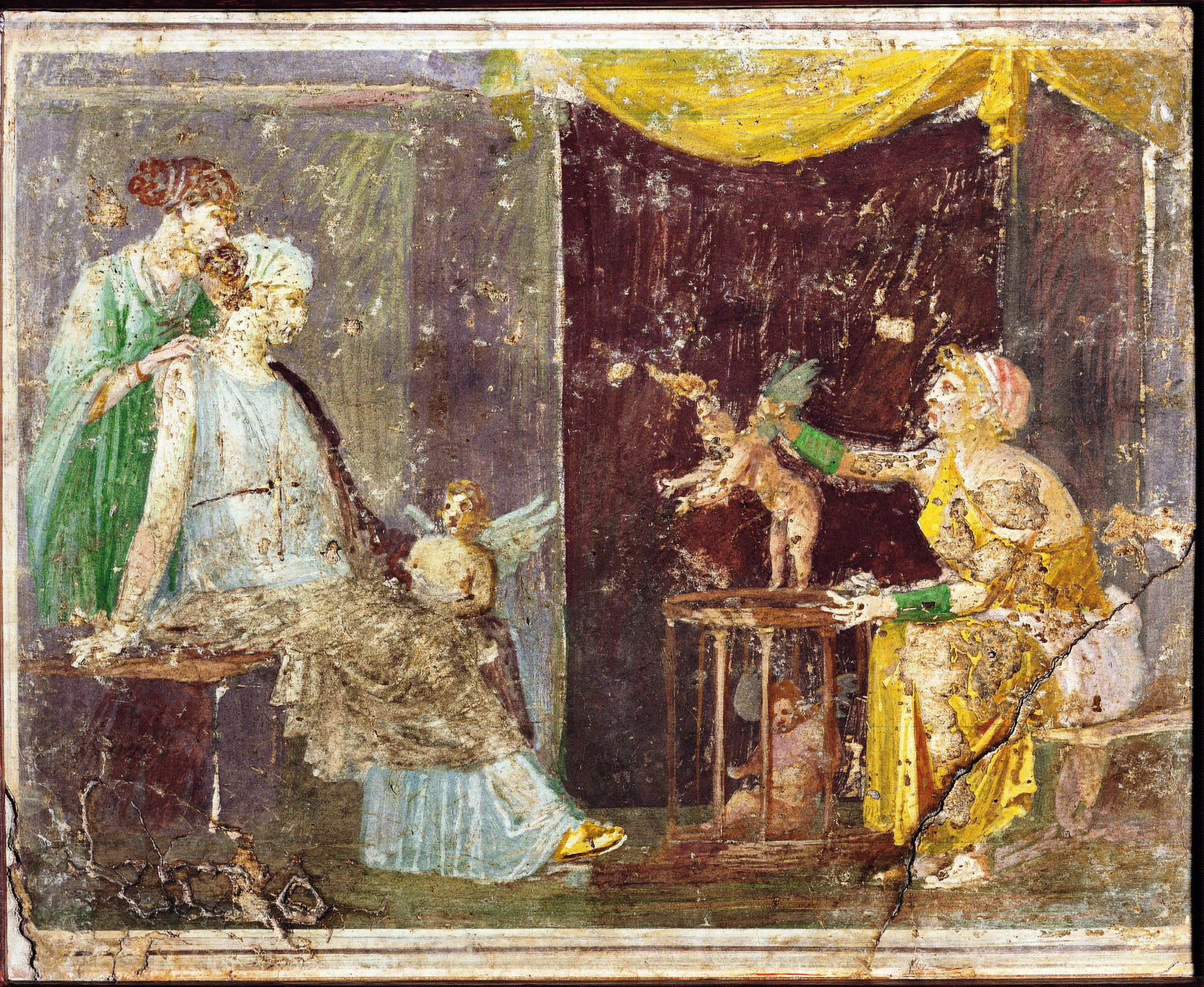
Fresc (22 x 28 cm) de la Venedora d'amorets

La Flora o Primavera d'Estàbia es va trobar l'any 1759, té una mida de només trenta-vuit centímetres per vint-i-dos i data del segle i. El fresc representa la nimfa grega Flora, entesa pels romans com la deessa de la primavera, girada d'esquena en l'acte d'agafar una flor d'un ram, una al·legoria de la puresa, tot sobre un fons verd turquesa. La Flora és sens dubte l'obra més coneguda d'Estàbia, tant és així que s'ha convertit en el seu símbol, no només a Itàlia, sinó també a l'estranger com ho demostra l'emissió d'un segell de correus a França, durant la setmana dedicada al patrimoni cultural protegit per la UNESCO, on es veia representada la Primavera d'Estàbia. Una altra obra de gran importància és la Venedora d'amorets trobada l'any 1759, també datada del segle i, que representa una dona en l'acte de vendre un amoret a una noia. Aquest fresc va tenir notorietat al segle xviii, influint en el gust neoclàssic, quan es van realitzar nombroses porcellanes, estampes, litografies i pintures, com ho testimonia l'abat Galiani qui des de París, en una carta adreçada al ministre Bernardo Tanucci, va escriure:
| «                    | He vist aquell quadre d'una dona que ven amorets com gallines copiat aquí a París en més de deu cases. | » |
| — Ferdinando Galiani | |   |

o pel professor Alvar González-Palacios que va escriure:
| «                         | Poques idees del món antic han tingut un consens públic tan ampli a l'època neoclàssica com aquesta encantadora composició... S'ha copiat innombrables vegades en totes les tècniques possibles i en tots els països europeus. | » |
| — Alvar González-Palacios | |   |

Des del fons de l'atri s'entra en un peristil quadrat explorat a l'època borbònica i encara no desenterrat. El triclini i les habitacions del voltant donen directament a la vora del turó i, a grans trets, es poden situar cronològicament en l'època neroniana. Al triclini hi ha representacions d'històries sobre la divinitat de Venus,com el fresc trobat el 14 d'abril, 1950 que fa referència al mite d'Ariadna, abandonada per Teseu a l'illa de Naxos en braços d'Himnos que és escortada per Dionís, representat amb ulls de falcó. Libero D'Orsi descriu el fresc de la següent manera:
| «               | Aquest quadre extraordinari ens commou i ens pertorba. Ariadna tal com es representa sembla ser un preludi de les deposicions del Renaixement. I Hipnos, no sembla realment un dels seus àngels? Misteriosos recursos de l'art! | » |
| — Libero D'Orsi | |   |

A la mateixa sala també hi ha els frescos on apareixen representats Licurg i Ambrosia, Pílades, Hipòlit, i Ganímedes, segrestat per l'àguila per ser portat davant Júpiter. Alguns d'ells han estat desenganxats i guardats dins de l'Antiquarium stabiano. Les habitacions més petites al voltant del triclini tenen les parets de color vermell o groc i presenten decoracions minimalistes com ara amorets, figures voladores, paisatges i medallons amb bustos de personatges al centre. Una d'aquestes estances té una decoració particular anomenada rajoles, seguida d'un sòcol vermell, on apareixen figures femenines i amorets pintades al fresc; la decoració comença amb les rajoles al centre de les quals hi ha diferents representacions que es repeteixen cada quatre bandes, és a dir, a la primera. banda es dibuixen figures femenines i ocells, a la segona flors i medallons, a la tercera amorets i ocells i a la quarta roses i medallons, alguns dels quals van ser colpejats pels mateixos Borbons perquè ningú més se'n pogués apoderar.
Als voltants del triclini hi ha dues diaeta intercalades amb un triclini d'estiu. La primera diaeta està decorada amb un revestiment groc on es representen diferents paisatges, una zona mitjana blanca on apareixen diversos amorets i la predel·la, sempre blanca, amb decoracions que recorden els monstres marins i paisatges amb pigmeus. La segona diaeta té un terra de mosaic blanc, un revestiment groc i la resta de les parets estan pintades al fresc amb canelobres, llagostes, ocells i papallones. Davant d'aquesta zona de la vil·la, a la vora del turó, hi ha una terrassa amb arcs i pinacles, afegit durant el segle i.

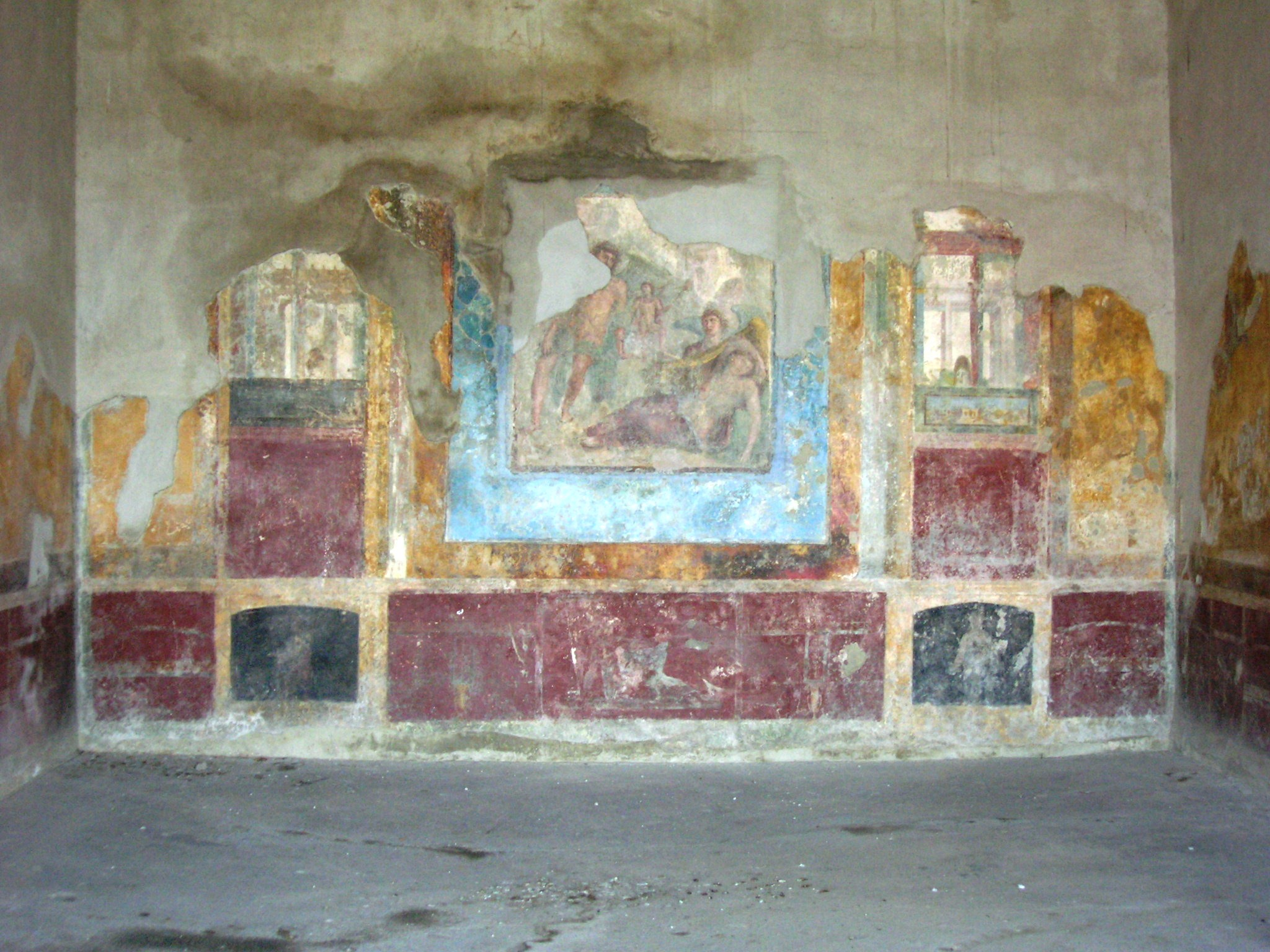
Fresc del mite d'Ariadna
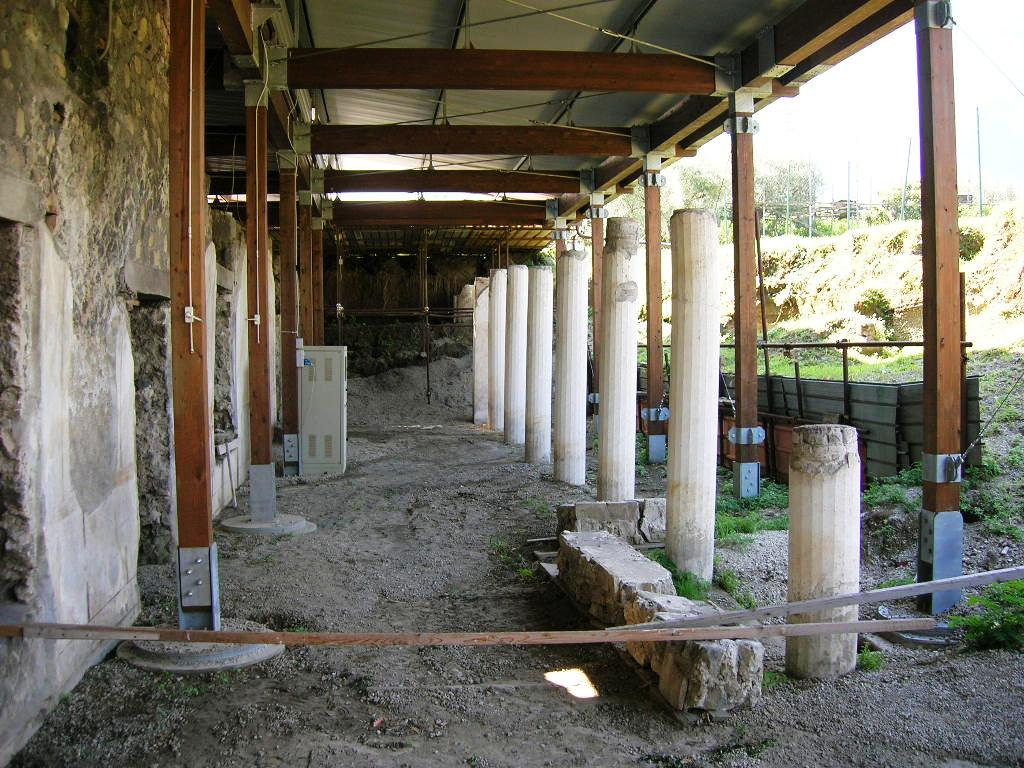
La columnata de la palestra

La palestra, també anomenada gran peristil, es troba a l'extrem oest de la vil·la i es va afegir posteriorment a la construcció, molt probablement durant l'època flàvia. És una obra de cent vuitanta metres de llarg per vuitanta un d'ample amb més de cent columnes en opus vittatum i cobertes d'estuc blanc, danyades pel terratrèmol d'Irpínia de 1980. El seu circuit mesura dos estadis segons les mesures indicades per Vitruvi per a aquest tipus d'edificis.
Les sales termals són més petites que les altres vil·les d'Estàbia però en tot cas hi ha un calidarium absidat amb una banyera, un tepidarium i un frigidarium. L'any 2009 es va trobar un gran jardí, precisament de cent deu metres de llarg per cinquanta-cinc d'amplada, considerat com el més ben conservat del món, ja que encara són ben visibles les restes de les plantes presents en el moment de l'erupció. També hi ha nombroses zones de serveis com la cuina, una bassa de peixos, una escala de maçoneria que portava al primer pis i un estable, on es van trobar dos carros agrícoles, un dels quals ha estat restaurat i exposat al públic. Aquest carro té dues grans rodes que sobrepassen la caixa i que era de ferro i fusta com demostren estudis en profunditat. A més, a les seves proximitats immediates també es va trobar l'esquelet d'un cavall amb les potes del darrere aixecades, espantat per l'ensurt provocat per l'erupció, el qual també se'l coneix amb el nom de Repentinus, com apareix en un gravat a l'estable.
La Vil·la d'Ariadna estava connectada amb una estructura als peus del turó, a la platja, per una sèrie de sis trams sostinguts per arcs de maçoneria.

### El segon complex
El segon complex és una vil·la d'otium situada a la vora del turó de Varano entre la Vil·la del Pastor i la Vil·la d'Ariadna; d'aquesta darrera vil·la, el segon complex està separat per un vicus molt estret. L'edifici va ser explorat per primera vegada l'any 1762 per Karl Weber, el 1775 per Pietro La Vega i finalment el 1967 per Libero D'Orsi. Només una part, uns mil metres quadrats, s'ha tret a la llum i l'accés és per la Vil·la d'Arianna; per la seva proximitat sovint es confonen com una sola vil·la.

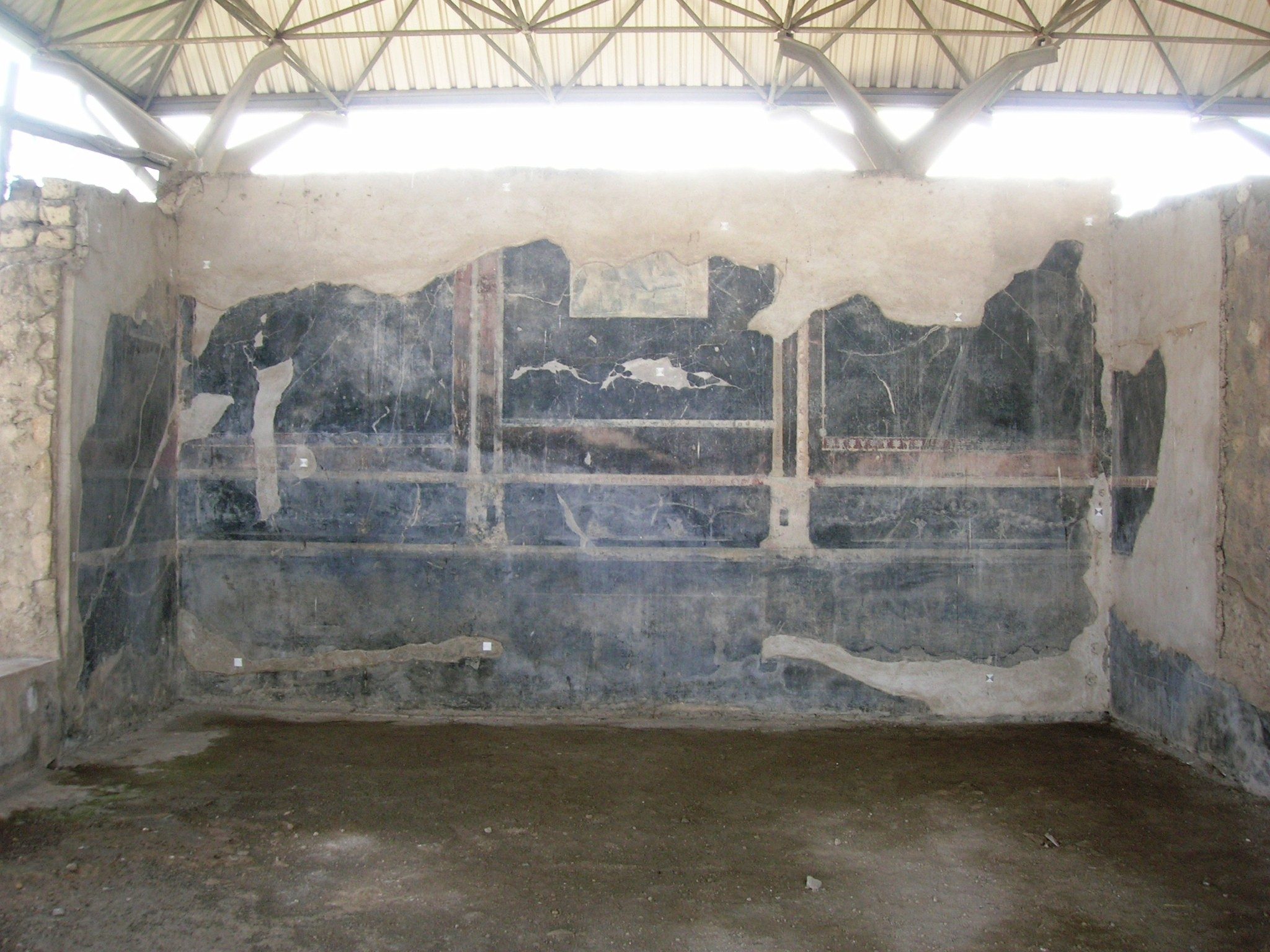
Pintura al fresc d'una habitació del segon complex

L'estructura consta de dues zones, una de més antiga que es pot situar al voltant del peristil que es va construir cap al segle i i una de construcció posterior, probablement una ampliació o fusió amb una altra estructura existent, datada de l'època imperial. El peristil té un pòrtic a tres vessants i diverses estances entre les quals hi ha un oecus, que es va perdre arran d'una esllavissada, i diverses estances amb vista panoràmca que donaven al mar. Al costat oest hi ha una bassa de peixos quadrada amb canonades de plom amb sortidors d'aigua. El costat sud, en canvi, és tancat i té un pseudopòrtic adornat amb columnes recolzades en un mur darrere del qual hi ha la zona termal que inclou un calidarium amb un ábside i una piscina, un tepidarium també amb piscina i jardí, un laconicum amb un sostre amb cúpula i una cuina. A la part nord, la construïda posteriorment, al costat de la Vil·la d'Ariadna, hi ha un triclinium, un cubiculum i diverses estances la funció de les quals encara no s'ha aclarit; aquestes, juntament amb part del peristil amb les estances amb vista panoràmica, són les úniques que es pot visitar. La majoria de les obres de la vil·la les van endur els borbons, així com part del paviment de mosaic geomètric en blanc i negre; tanmateix resisteixen murs ben conservats amb el característic fons negre del tercer estil.

### La Vil·la del Pastor
La Vil·la del Pastor deu el seu nom al descobriment d'una estàtua que representa un pastor. Aquest descobriment hauria tingut lloc el 19 de setembre de 1967 mentre estaven en marxa les obres d'excavació de la piscina de la vil·la. L'edifici es troba a la carena de l'altiplà de Varano, en una posició panoràmica, no lluny de la Vil·la d'Ariadna i del segon complex, i ha estat explorada tres vegades: la primera exploració, la del seu descobriment, es remunta al període de 1754 a 1759 feta per Karl Weber i es va desenterrar un gran jardí; la segona campanya d'excavació, sota la direcció de Pietro La Vega, es va dur a terme entre 1775 i 1778, continuant la iniciada uns anys abans; la tercera i darrera exploració es remunta al període comprès entre el 6 d'abril de 1967 i el 16 de setembre de 1968. Les investigacions es van iniciar arran del descobriment d'un mur perimetral després d'haver realitzat unes obres per a l'eliminació d'una capa de lapil·li d'un terreny destinat a l'agricultura. L'excavació de la dècada del 1960 va ser finançada pel propietari del terreny i, un cop constatada la presència d'estructures antigues, el superintendent de l'època, Alfonso De Franciscis, va demanar l'expropiació de tota la zona entre la Vil·la d'Ariadna i la Vil·la de Sant Marc per tal de reunir les vil·les de l'antiga Stabia en un únic camí. A l'espera d'aquest permís, la vil·la fou enterrada novament l'any 1970 per evitar que s'arruïnés. Arran de diversos problemes burocràtics relacionats amb la causa de l'expropiació, la vil·la roman soterrada. En un futur, l'associació Restoring Ancient Stabiae (RAS) hauria de fer-se càrrec de la seva recuperació.

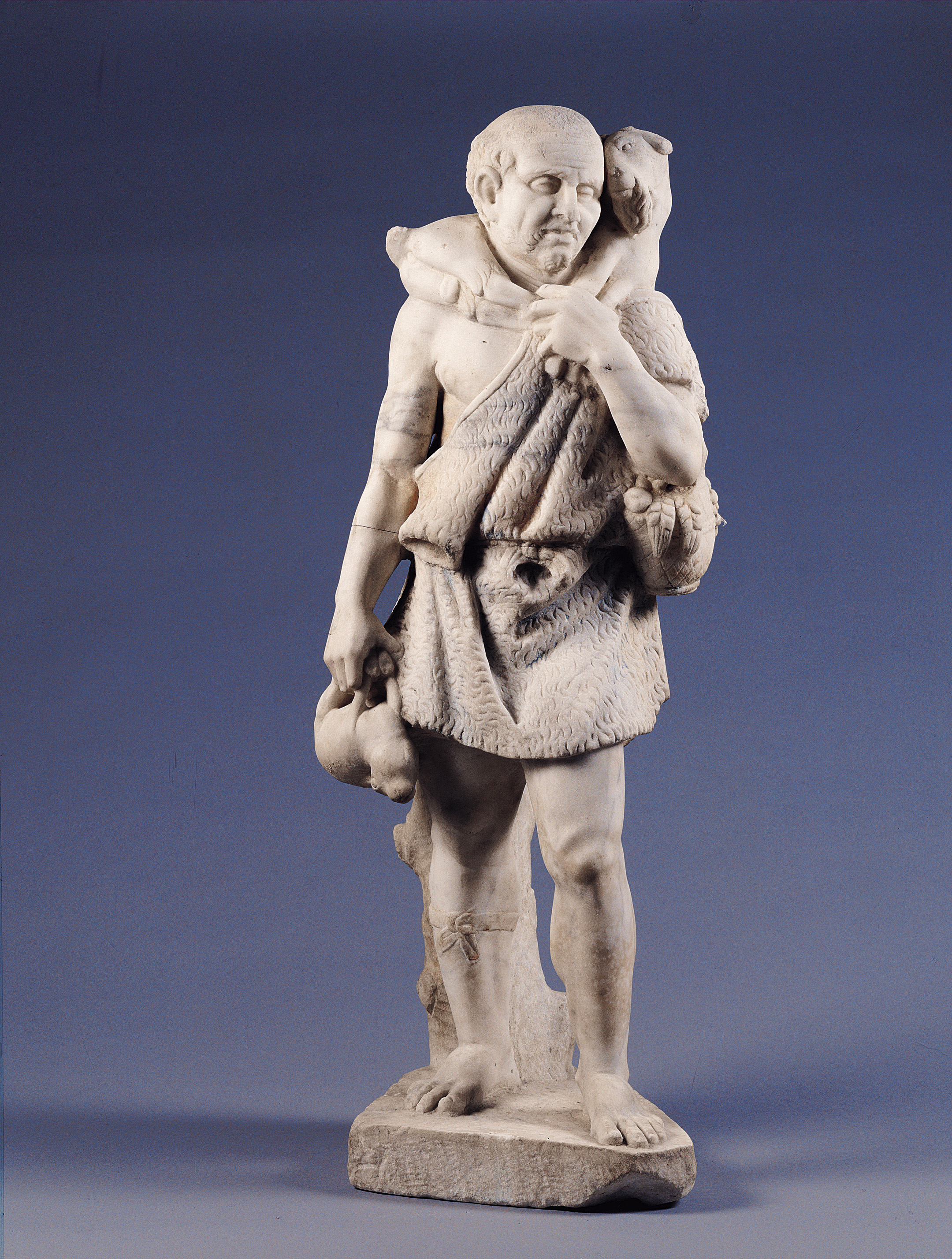
L'estàtua del pastor

La Vil·la del Pastor data d'un període comprès entre el segle viii aC i el 79, i abasta una superfície de dinou mil metres quadrats, uns dos-cents quatre mil si considerem també la superfície del jardí. Es divideix en dues parts: una gran zona descoberta i una sèrie d'habitacions destinades a l'habitatge, ambdues de planta rectangular.
La zona del jardí descobert té una tendència que va d'oest a est i està vorejada al sud per un mur en forma d'hemicicle, mentre que al nord hi ha un criptopòrtic fenestrat de cent quaranta-cinc metres de llargada, al qual discorre paral·lela, però situada en una zona una mica més baixa, una columnata. Al centre del jardí hi ha una natatio amb esglaons de marbre. A la part de l'hemicicle es va trobar l'estatueta que dona nom a la vil·la; és una obra de marbre, d'uns seixanta-cinc centímetres d'alçada, amb una base de setze, d'estil hel·lenístic i representa un pastor d'edat avançada vestit amb pells aspres que porta a les espatlles un cabrit, agafat per les cames amb la mà esquerra, en el qual també hi ha un cistell amb raïm i pa, mentre que a la mà dreta porta una llebre. A la part sud el mur acaba amb arcs invertits fets de maons i opus reticulatum amb cubilia de tuf groc i troços de lava vermella. També al jardí, a l'angle sud-oest, hi ha un pòrtic de deu metres de llarg per dos d'amplada, pavimentat amb mosaic en blanc i negre. Des d'aquí s'entra en una estança d'opus latericium caracteritzat per una petita fornícula pintada de blau. En el mateix racó del jardí, es van trobar llavors dues portes de maó, pintades de vermell, que permetien accedir a una gran sala, probablement un tablinum; també es va trobar un petit nimfeu quadrat al centre del qual hi havia un labrum de marbre.
La segona part de la vil·la, la dedicada a la vida quotidiana, té unes quinze habitacions reunides al voltant d'un pati central. A la banda nord d'aquest pati hi ha la zona termal, en el qual reconeixem un apodyterium, un calidarium, una cuina i un vestíbul. Des de la zona termal, una exedra fa de porta d'accés a un impluvium al fons del qual s'obre un lararium. Els estudis han demostrat que la vil·la es desenvolupava en tres nivells, ja que, arran d'algunes esllavissades, van sorgir una sèrie de subestructures que tenien la doble funció de contenir el turó i sostenir la vil·la. Com les altres vil·les d'otium stabiane, la Vil·la del Pastor també estava connectada directament amb la mar per una sèrie de rampes que baixaven cap a la platja.

### La Vil·la d'Ànteros i Heracles
El 1759, Karl Jakob Weber havia identificat i descrit parcialment part de la ciutat vella que s'estenia per una àrea d'uns quaranta-cinc mil metres quadrats; més tard, precisament l'any 1950, Libero D'Orsi, a uns tres-cents metres de la Vil·la Sant Marc, havia tret a la llum diverses estances que conduïen a un nucli residencial com les restes de cases, comerços, parts del macèl·lum des d'on la mercaderia sortia cap al petit port proper i una cisterna que donava a un camí empedrat.
Es tracta, molt probablement, d'edificis que van sobreviure a la destrucció de Sul·la, com ho demostren les decoracions del primer estil. Aquestes restes encara estan enterrades i l'únic testimoni de l'antic poble és una porta situada entre Vil·la de Sant Marc i una altra vil·la que encara s'està explorant. 
La Vil·la d'Ànteros i Heracles, també anomenada Vil·la del Faune o Vil·la Capella de Sant Marc, és una vil·la d'otium que s'aixeca al límit entre Castellammare di Stabia i Gragnano, a pocs metres de la Vil·la de Sant Marc, que també es troba a l'altiplà de Varano.
Va ser explorada per primera vegada per Karl Weber l'11 de desembre de 1749 i és un dels primers testimonis romans trobats durant les excavacions borbòniques de l'antiga ciutat d'Estàbia. Després d'haver estat investigada i saquejada de tots els objectes considerats de valor, va ser deixada i enterrada. Tot i que es disposaven d'alguns mapes, els arqueòlegs mai van poder identificar el lloc exacte on es va trobar, fins al 2006, quan un grup de voluntaris, dedicats a la neteja de la carena del turó de Varano van continuar excavant i van desenterrar diverses estances, entre elles un vestíbul amb parets blanques, paviment esculpit i la frontissa d'una porta pertanyent a la vil·la d'Ànteros i Heracles. Després d'un primer entusiasme general i diverses iniciatives encaminades a la recuperació de l'estructura, per la manca permanent de fons no es va poder continuar i el conjunt va tornar a ser envaït per la vegetació.
De la vil·la no se'n sap gaire cosa, excepte el que varen transmetre els Borbons. És molt probablement l'únic edifici de la zona que pertanyia als magistrats, com ho demostra la troballa d'una placa d'un metre i mig, escrita en caràcters vermells, on es pot llegir la inscripció:
| « | (llatí) ANTEROS HERACLIO SUMMAR MAG. | (català) Ànteros Heracles magistrat suprem | » |

No se sap si és el nomenament d'un o dos magistrats, però és ben coneguda la seva funció a l'ager, és a dir, la de guardar els documents del poble, recaptar impostos i organitzar festes. A més de la placa, es va trobar un bust de dona, que alguns estudiosos han identificat com a Lívia, amb els cabells arrissats adornats amb una fíbula i un camafeu que representa una dona, potser Venus, amb una branca a les mans, del qual Weber va quedar molt impressionat, tant és així que en el seu diari d'excavació escriu:
| « | (castellà) Escavaciones de Grañano: cosa particular. Un cameo, donde el fondo á hondo parece como cristalino, y el medio busto de mujer o Venere blanco como son los cameos, y tiene un ramo en mano, entero, y bien desiñado, y bien travajado, y bien conservado. | (català) Excavacions de Grañano: cosa particular. Un camafeu, on el fons al fons sembla com a cristal·lí, i el mig bust de dona o Venus blanc com són els camafeus, i té un ram en la mà, sencer, i ben dissenyat, i ben treballat, i ben conservat. | » |

Poc se sap sobre les instal·lacions de la vil·la. A més dels descobriments de 2006, sabem pels escrits de Karl Weber que hi havia habitacions utilitzades per a la venda, testimoniat per la gran quantitat de bàscules i monedes, de vegades fins i tot per l'or trobat.

## Les vil·les rústiques

### La Vil·la de Carmiano
La Vil·la de Carmiano deu el seu nom al lloc on es troba, és a dir, a la localitat de Carmiano, al municipi de Gragnano, i és una vil·la rústica de l'ager stabianus situada a poc menys d'un quilòmetre de l'altiplà de Varano, on es troben les vil·les d'otium d'Estàbia.
L'edifici va sortir a la llum durant les excavacions realitzades per Libero D'Orsi l'any 1963, i arran del seu estat d'abandonament i per preservar millor les estructures muralles va ser novament enterrada l'any 1998. En el moment de la seva descoberta, la vil·la encara no va ser explorada, i això va ser molt útil tant per descobrir novetats importants sobre l'estil de vida romà com per la considerable quantitat d'artefactes que es van trobar.

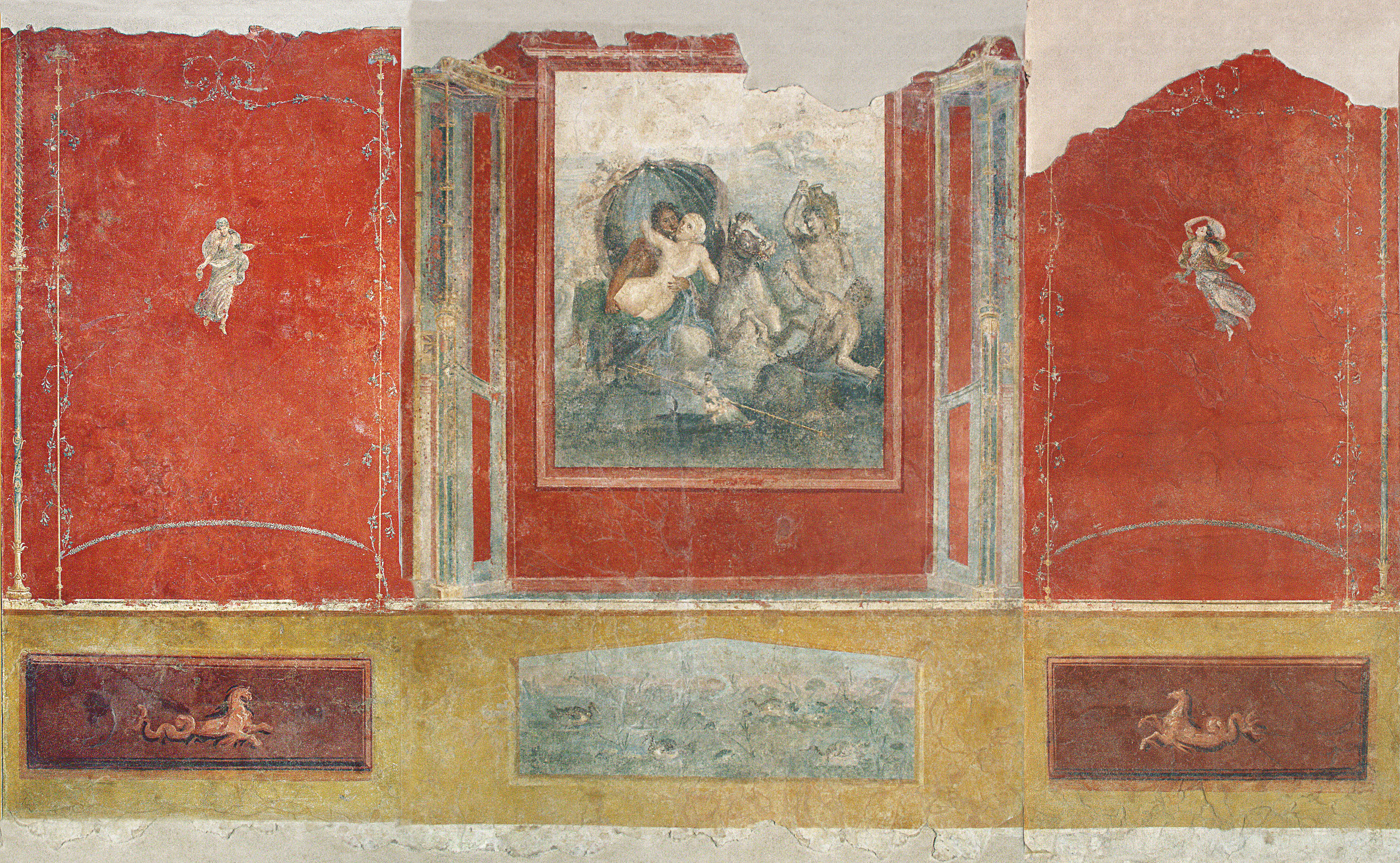
Fresc de Neptú i Amimone
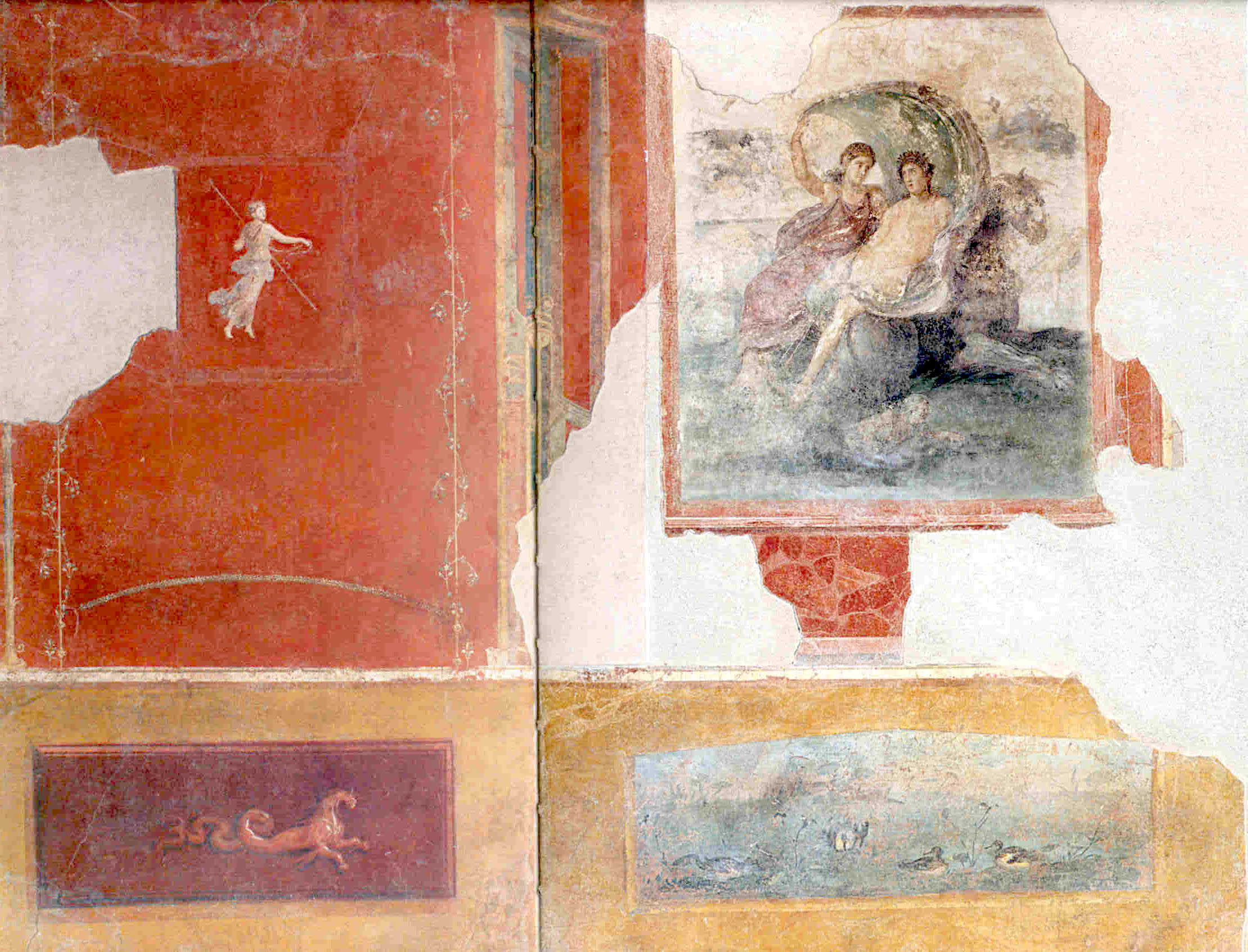
Fresc de Bacus i Ceres
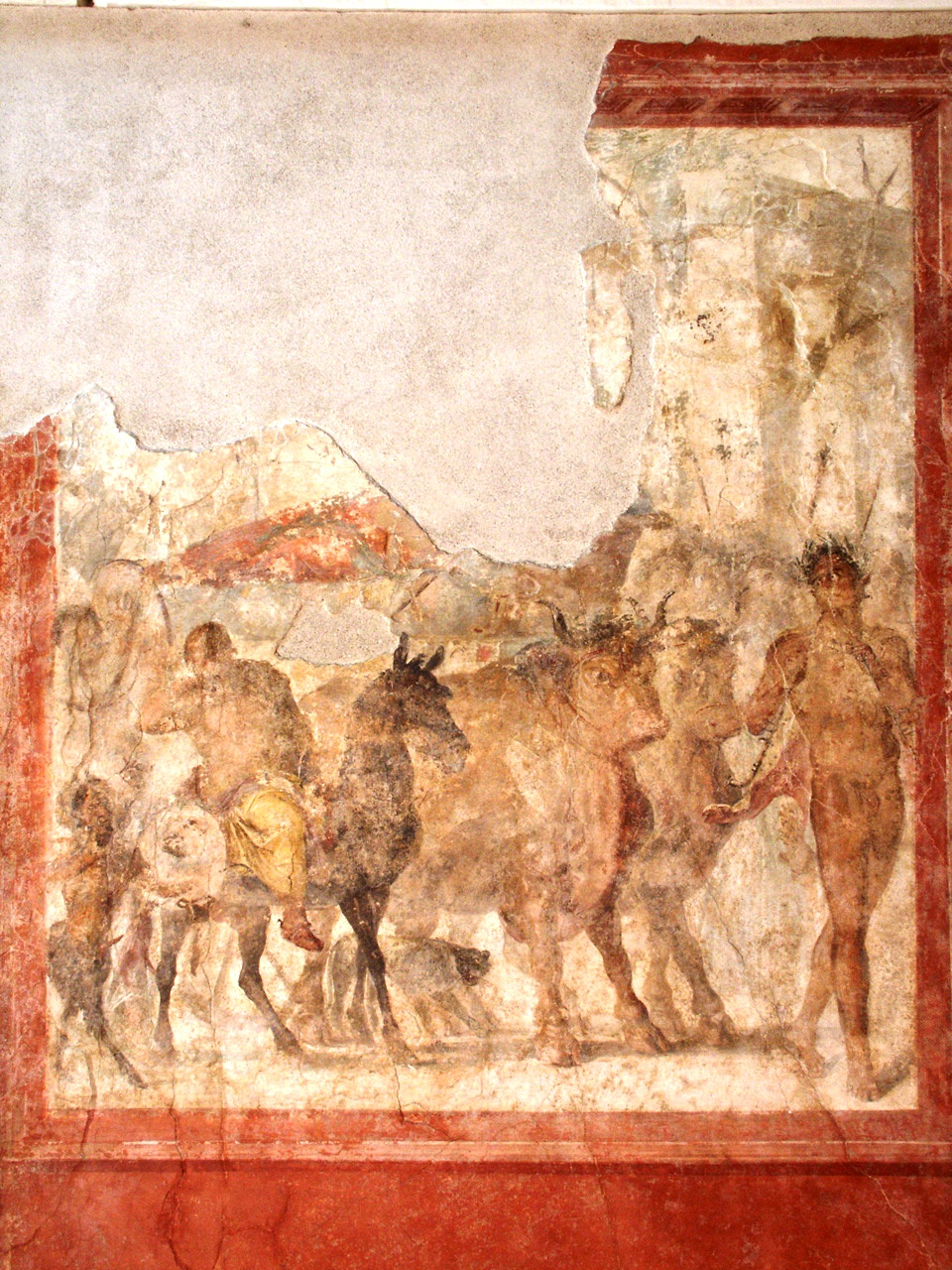
Fresc del triomf de Dionís

La vil·la té una superfície d'uns quatre-cents metres quadrats i data de l'últim quart del segle i aC. Del propietari només es coneix les inicials, MAR.A.S., gravades en un segell de bronze. A més, per la qualitat de les pintures se suposa que el propietari era un granger adinerat. Després de passar l'entrada on també hi ha la gossera del gos, s'entra al gran pòrtic cobert, totalment pintat, sobre el qual s'obren quasi totes les estances i on hi ha el lararium dedicat a Minerva, les sales de servei (per tant la cuina amb forn), una premsa i una tina per a la recollida del most, una cella vinària (celler) amb dotze dolii amb una capacitat total de set mil litres de vi, i les sales destinades a l'emmagatzematge de la collita i eines per treballar la terra, que estan pavimentades amb terra batuda, mentre que la zona residencial com la del triclini, finament decorat amb pintures d'art flavi, està pavimentat amb opus signinum. Les obres més importants provenen del triclini, com la representació de Neptú i Amimone, Bacus i Ceres i el Triomf de Dionís.

### La Vil·la de Petraro
La Vil·la de Petraro és una vil·la rústica de l'ager stabianus situada a Petraro, d'on pren el seu nom, al límit entre Castellammare di Stabia i Santa Maria la Carità. Antigament, l'edifici estava situat a la plana del Sarno, en una zona boscosa propera a una antiga carretera romana construïda entre Estàbia i Nucèria.
La vil·la va ser descoberta l'any 1957 durant uns treballs d'extracció de lapil·li per ser utilitzat en el sector industrial, i la seva exploració va continuar fins a l'any 1958, quan després d'haver-la espoliada de frescos i elements decoratius de gran importància va ser enterrada novament. També en aquest cas la campanya d'excavació va ser seguida per Libero D'Orsi.
La Vil·la de Petraro té una longitud de trenta-set metres i una amplada de vint-i-nou, i s'estén per una superfície d'uns mil metres quadrats. Està composta per dos nivells, com ho demostra la presència d'una escala, i en el moment de la excavació la part occidental es va ensorrar. Construïda originàriament durant els primers anys de govern d'August, la vil·la en el moment de l'erupció del Vesuvi havia patit reformes i molt probablement s'estava transformant d'una vil·la rústica a una d'otium, com ho demostren alguns munts de materials de construcció i projectes de decoració. A més, la posició en què es trobava afavoria aquest canvi d'ús agrícola a residencial, ja que es trobava a pocs metres de la platja i tenia una vista panoràmica del golf de Nàpols. Té un gran pati central amb un criptopòrtic al nord per protegir-lo del Sol, columnes fetes d'opus vittatum al sud, mentre que a la part est s'estaven construint noves columnes. També al pati hi ha un forn i un pou.
Des de la zona central es bifurquen les diferents estances de la vil·la: hi ha dipòsits, zones de treball, triclinis, cubicula i sis ergastula (cel·les per als esclaus). Després de les obres d'ampliació, la vil·la també es va dotar, a la part est, d'una zona termal, en la qual hi ha una escala que porta a la planta superior. La zona termal consta d'un calidari amb una volta, així com l'altre habitacions, un frigidari, en el qual s'estaven construint noves piscines, un tepidari, equipat amb tubs d'argila per escalfar la sala, un praefurnium i un apodyterium (el vestidor).

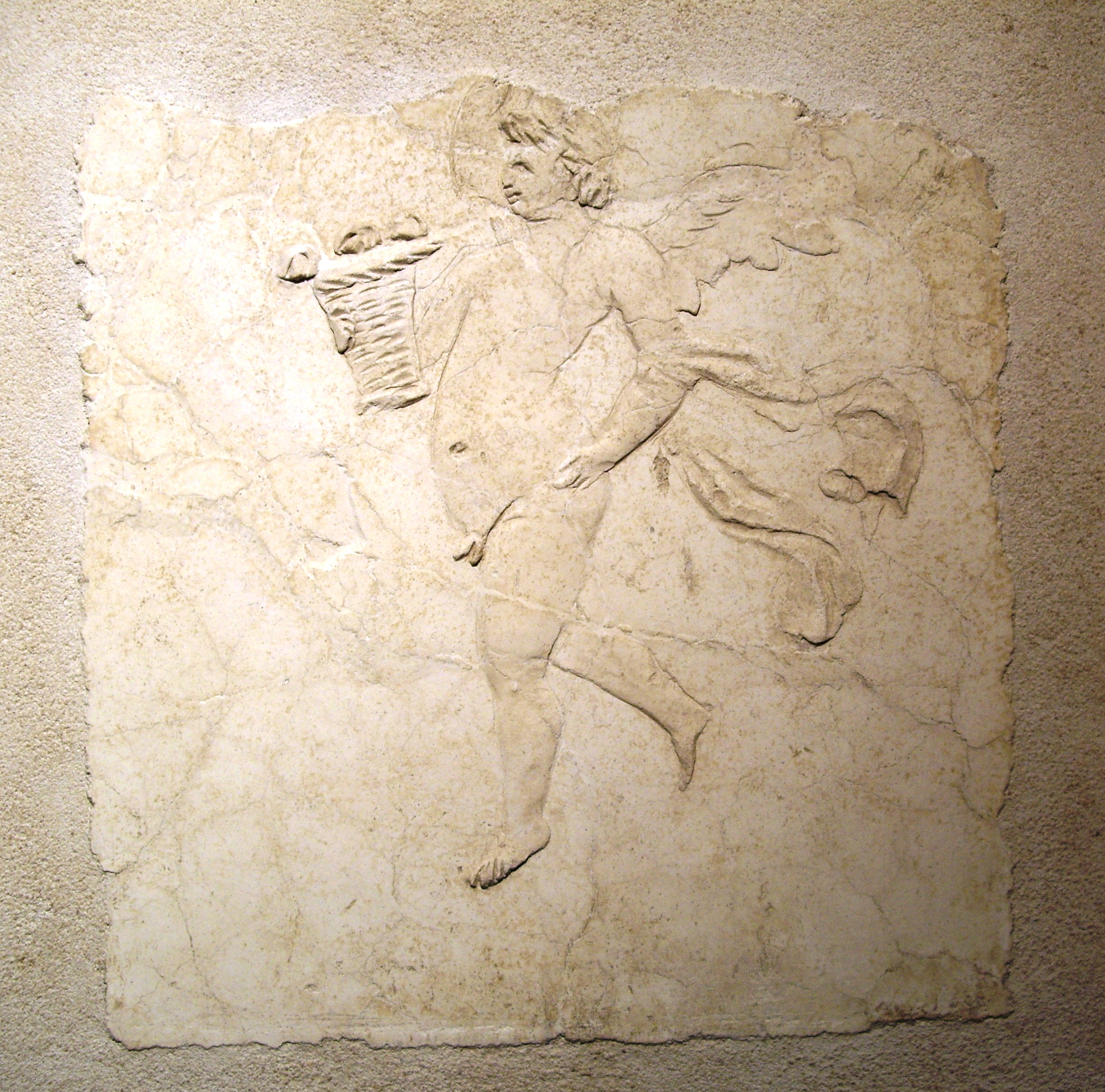
Estuc d'un Cupido amb una cistella
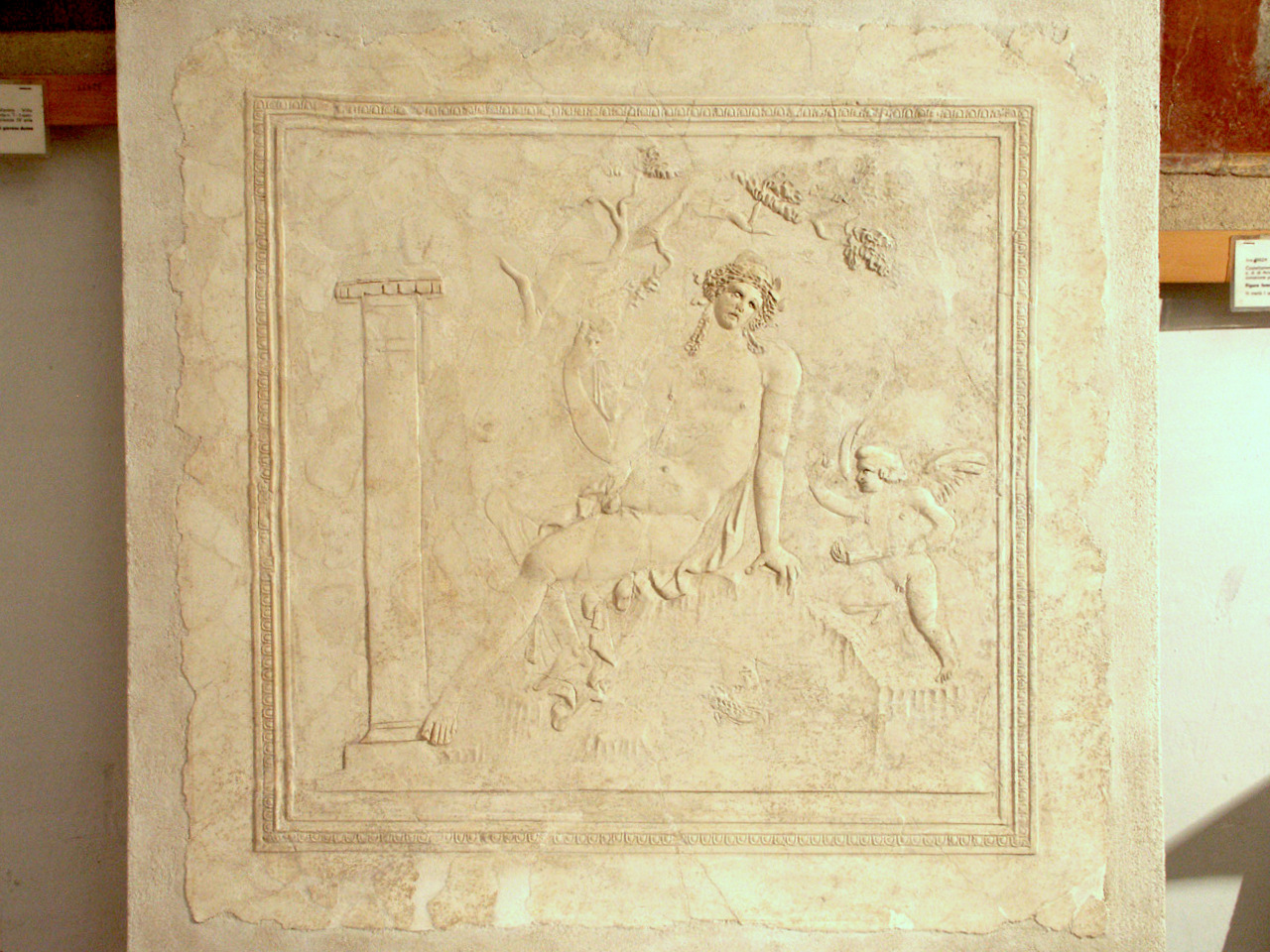
Estuc de Narcís
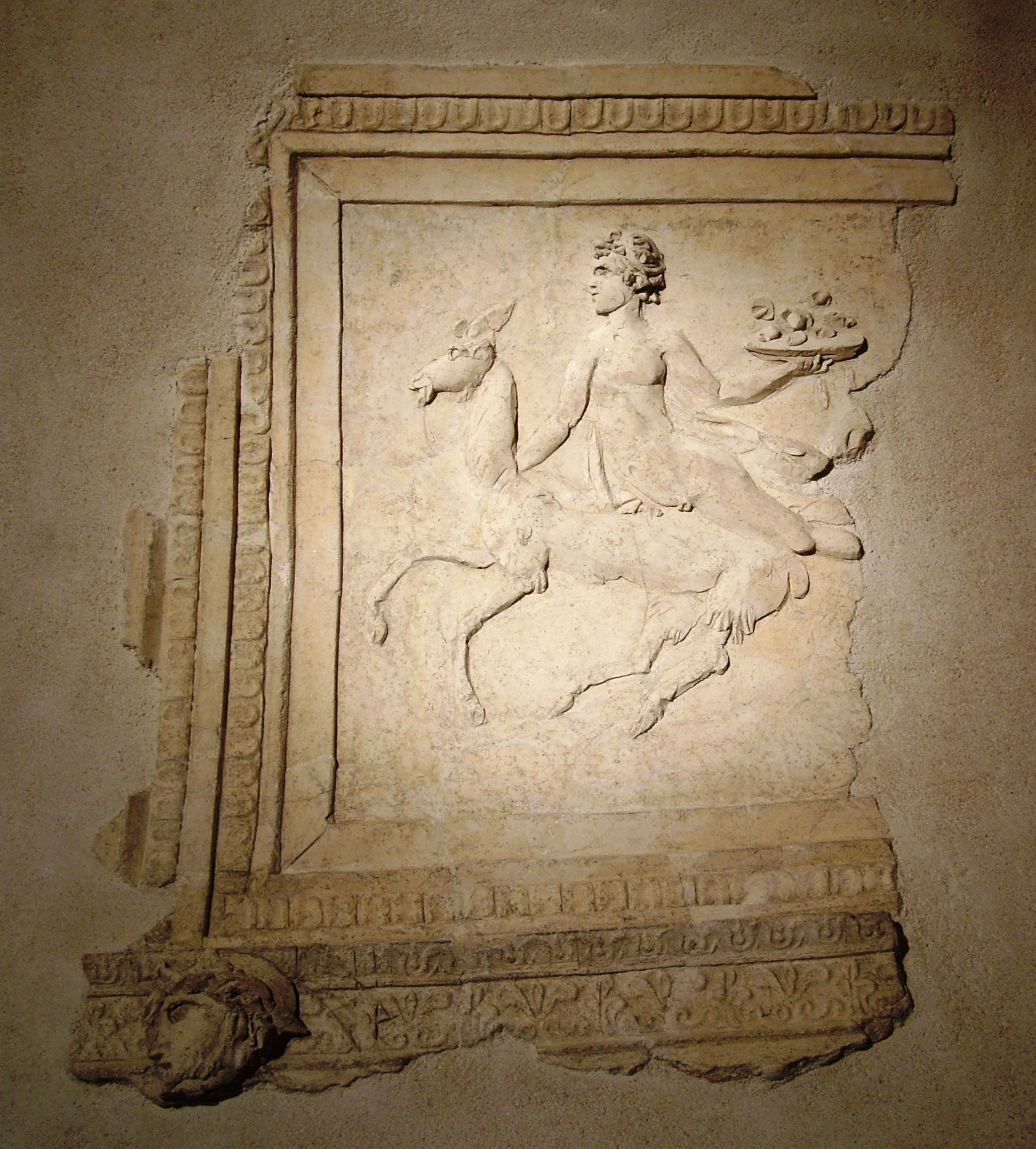
Estuc de Sàtir amb una cabra
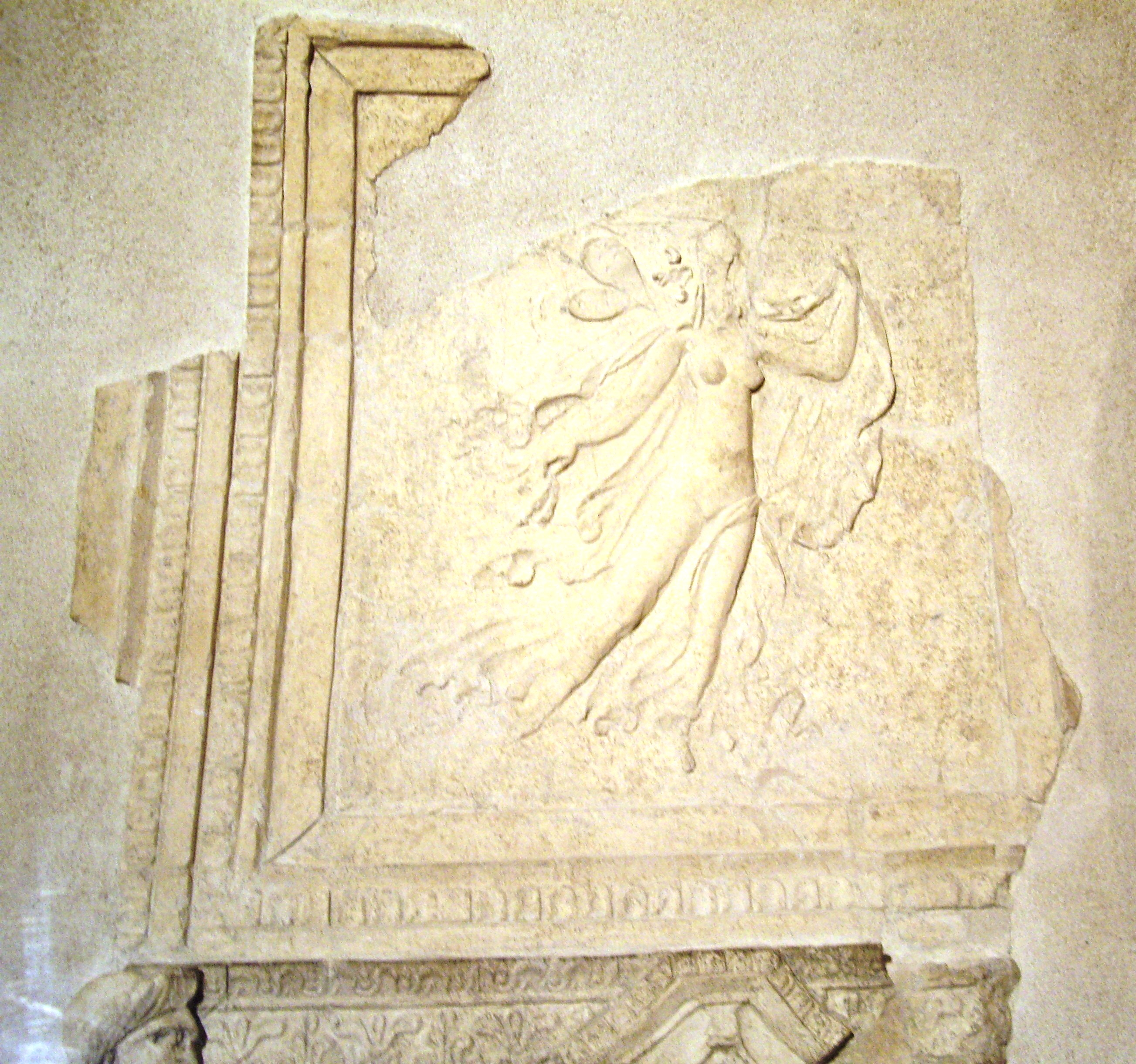
Estuc de Psique

Els panells decoratius que es van retirar i conservar a l'Antiquarium stabiano es van trobar a la zona termal i representen escenes bucòliques, divinitats fluvials, amorets i representacions mitològiques com Pasífae, a la qual es presenta la vaca de fusta, Narcís reflectit en l'aigua, Psique, un sàtir amb una cabra, i un sàtir amb un ríton; tanmateix, la majoria dels murs de la vil·la havien estat coberts amb guix blanc semblant a l'utilitzat per a la decoració així com vint-i-cinc baixos relleus en fase d'acabament. Entre les troballes més importants hi ha algunes ampolles de vidre bufat, gerres de terracota i una premsa d'oli; de fet, les principals activitats agrícoles de la zona es concentraven en la producció d'oli i vi.

### La Vil·la de Sant Antoni Abad
La Vil·la de Sant Antoni Abad és una vil·la rústica que es troba a la Casa Salese, a la part alta de l'actual ciutat de Sant'Antonio Abate, de la qual pren el seu nom. L'edifici es troba en el que era el límit extrem de l'ager stabianus, a la frontera amb Pompeia i amb Nuceria.
La vil·la va ser descoberta entre la primavera i l'estiu de 1974 i va proporcionar als arqueòlegs una informació important sobre els costums i tradicions dels romans. De fet, no havent estat mai excavada abans, ni tan sols pels borbons, oferia una gran varietat d'objectes, que van ser portats a l'Antiquarium stabiano de Castellammare di Stabia. Tanmateix, com no va ser descoberta durant l'època borbònica es va negar a la vil·la un estudi en profunditat i la possibilitat de tenir una idea de la mida del jaciment a través de mapes elaborats en aquella època; es creu que només una ala del vil·la va sortir a la llum. L'any 2009 es va aprovar un projecte de restauració i recuperació de la residència romana per un cost total de 40.000 €.

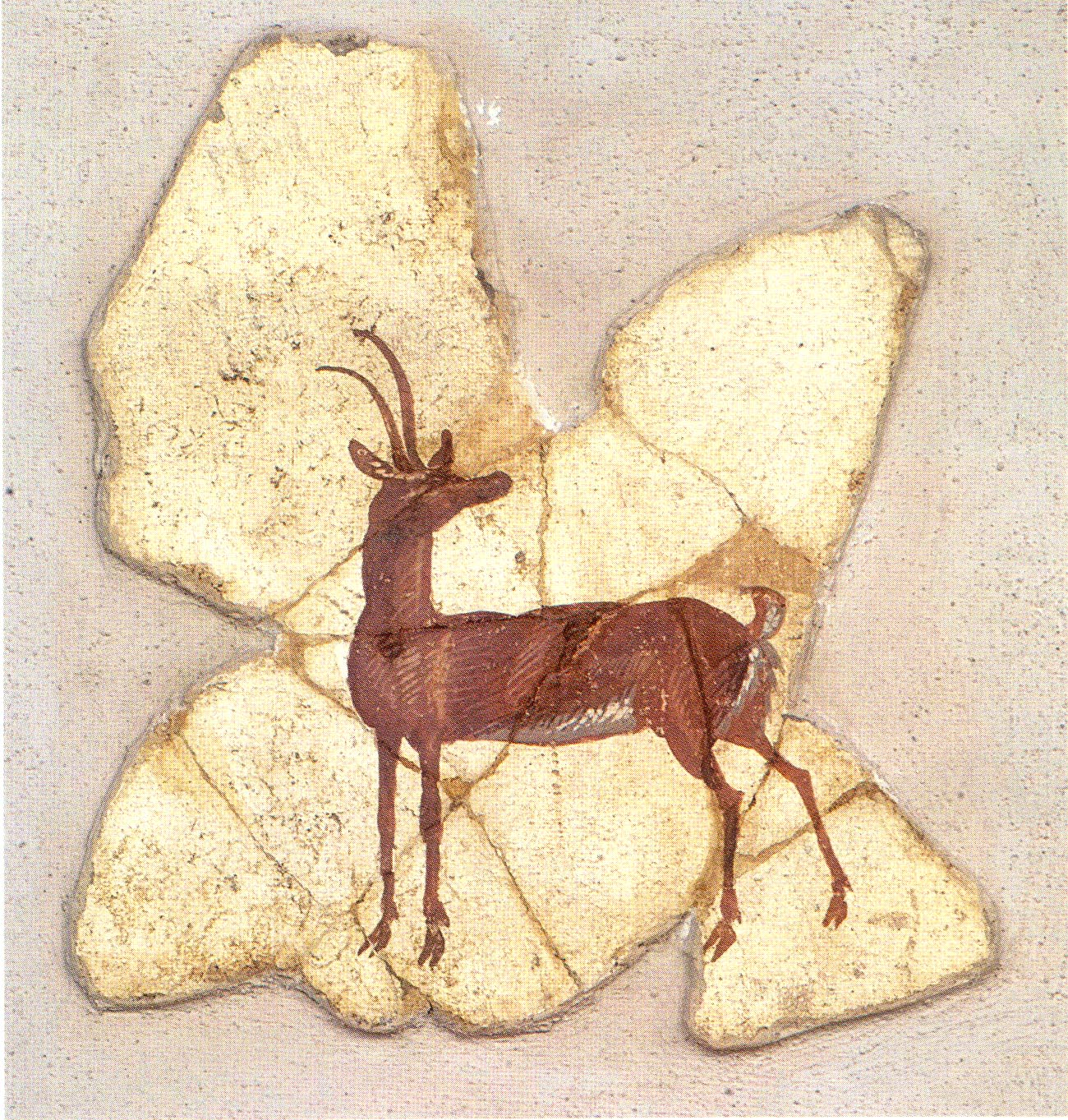
Fresc que representa un cérvol

La vil·la de Sant Antoni Abad es remunta al període august-tiberià i probablement està construït al voltant d'un pati quadrat. La zona trobada correspon a una gran sala propera al mur perimetral amb un petit pati protegit per murs inferiors i tres columnes de base quadrada que formen part d'un pòrtic, no totalment excavat, que representa l'entrada a la vil·la, decorada amb imatges d'animals, plantes i màscares. Des del porxe s'accedeix a diferents estances: una sala que té les parets pintades amb un sòcol negre i la part superior en guix blanc, una sala petita que té la característica de tenir la volta feta a partir d'un dolium (és a dir, un recipient on es guardava vi) utilitzat com a forn, un gran vestíbul en el qual hi ha les restes d'una escala de fusta que conduïa a la planta superior on hi havia habitacions destinades a ser els dormitoris dels esclaus, i l'accés al pati. En aquest últim entorn es troba la cuina i cinc columnes de maó sense arrebossar. A més d'un petit armari, també hi ha un triclini rectangular amb parets sempre amb fons negre. A l'exterior de la vil·la hi ha l'escala que porta a la planta superior i un col·lector d'aigua, fet d'opus signinum, que també tenia la funció d'aïllar la vil·la. També són de gran interès les restes d'una mola i una fornícula utilitzada com a lararium.

### La Vil·la de Medici
La Vil·la de Medici, que porta el seu nom de la localitat on es troba, va ser explorada per primera vegada per Pietro La Vega durant el bienni 1781-1782; la vil·la està enterrada. La vil·la és de planta rectangular amb un pati al centre on hi ha una columnata de sis columnes pintades de vermell, un dolium, un pou i una pica amb un canal que servia d'abeurador per als animals.

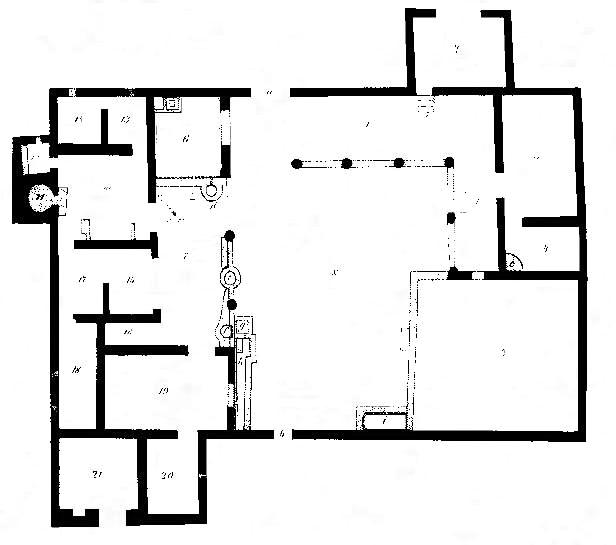
Pianta de la Vil·la de Medici

Des del pati hi ha una sèrie d'estances com la cuina amb el forn, una latrina, una apotheca (magatzem) on es recollia els fruits i es deixaven reposar sobre un llit de palla, i un torcularium (premsa d'oli), que al seu torn dona accés a una gran sala pintada al fresc amb un revestiment groc amb ratlles vermelles mentre que la part superior té bandes verdes sobre un fons fosc on apareixen dibuixos de flors i fulles. Dins d'aquesta sala es van trobar diversos artefactes com una copa, una campana i una destral. També hi ha un celler i una habitació per al propietari de la vil·la, ambdues amb entrades independents.

### La Vil·la de Petrellune
La Vil·la de Petrellune és una vil·la rústica que es troba a Petrellune, de la qual pren el seu nom.
La vil·la va ser mínimament explorada durant l'època borbònica, precisament l'any 1779, per Pietro La Vega. Com ja s'ha dit, la vila va ser parcialment explorada i després abandonada quan, després de la retirada del terra, es va constatar la presència de lapil·li, fet que va fer creure que la construcció era posterior al 79; en realitat aquesta hipòtesi era errònia, ja que no es va tenir en compte l'ús habitual que els constructors romans feien, com a base del paviment, dels lapil·li d'erupcions anteriors a la del 79. Es van explorar diferents estances servils com els torcularium, les cellae destinades a la família, l'horreum, el trapetum amb una premsa d'oli, i habitacions patronals com el calidarium amb un praefurnium i una latrina.
Els mosaics del terra i el marbre de les parets trobats mostraven el nivell de confort dels propietaris, malgrat que es tractava d'una vil·la rústica. Aquests van ser retirats l'any 1779 i traslladats al Palau de Portici; era un tessel·lat blanc amb alguns dibuixos geomètrics en negre. La vila està enterrada.

### La Vil·la d'Ogliaro
La Vil·la d'Ogliaro és una sèrie de tres edificis situats a Ogliaro, a Gragnano.
El primer va ser explorat el 1779 per Pietro La Vega, però els seus escrits que contenien les descripcions de la construcció es van perdre posteriorment, encara que, abans de la seva pèrdua, es va fer un mapa de la vil·la el 1850. L'edifici té un llarg pòrtic que dona accés a diferents estances, cadascuna amb una funció diferent; de fet, hi ha la sala dedicada a l'elaboració del vi, una altra a la de l'oli, dues ergastula per tancar als esclaus, i fins i tot una petita zona termal.
El segon edifici va ser descobert tres anys més tard, l'any 1782, i també va ser explorat per Pietro La Vega. L'edifici té una extensió més gran que l'anterior i una planta irregular. Consta de tres patis, una zona termal amb parets pintades al fresc i terra de tessel·lat, i una sèrie d'habitacions pavimentades amb còdols marins. Per la presència d'una escala es pot deduir que la casa també tenia un pis superior.
El tercer edifici fou descobert l'any 1957 i només fou excavat parcialment, traient a la llum les ruïnes de muralles en opus incertum i una estança amb un molí d'oli.
Tots els edificis d'Ogliaro estàn enterrats.

### La Vil·la del Filòsof
La Vil·la del Filòsof es va explorar l'any 1778 i deu el seu nom al descobriment, en una de les habitacions, d'un anell adornat amb una cornalina tallada que representa el bust d'un filòsof. L'accés a la vil·la es fa per un camí pavimentat i es desenvolupa al voltant d'un pati que presenta un criptopòrtic amb fenestres al nord i arcades als costats sud i est, mentre que al centre hi ha un altar de tuf i un pou per a la recollida d'aigua. Al voltant del pati hi ha diverses estances destinades tant a ús residencial com rústic. La Vil·la del Filòsof també disposa d'una zona termal pavimentada amb un mosaic blanc amb unes rajoles negres que reprodueixen el dibuix d'un dofí en l'acte de girar al voltant d'un timó, mentre que les parets estan pintades al fresc amb pintures que representen animals i màscares, i una figura que representa Venus. En una d'aquestes estances també es va trobar una estufa decorada amb estuc.

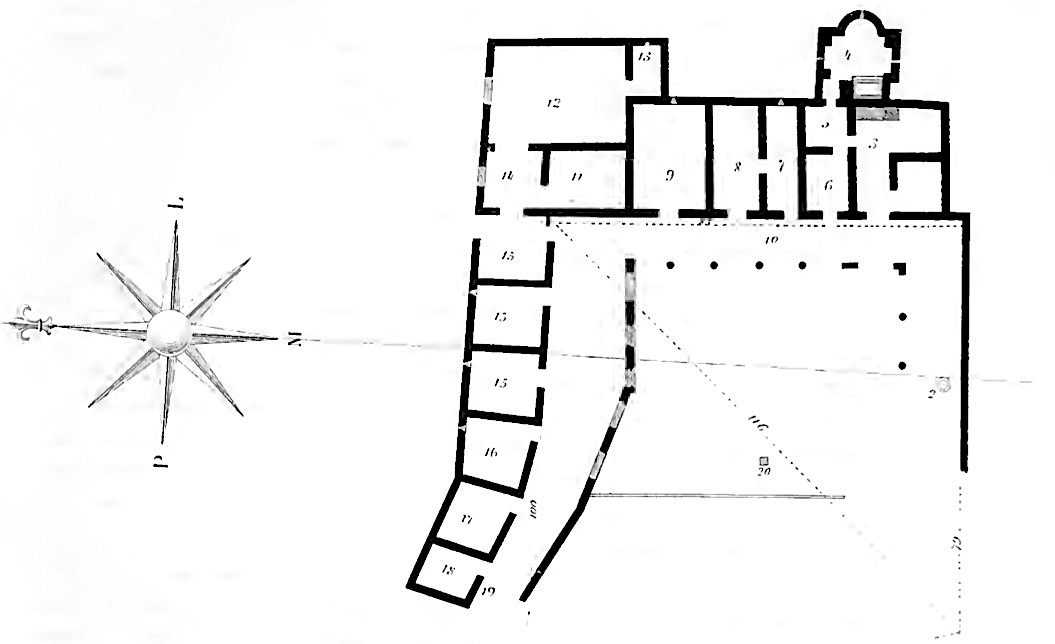
Planta de la Vil·la del filòsof

En el moment del seu descobriment la vil·la s'havia mantingut inalterada des de l'erupció del Vesuvi del 79, no havent patit, com va passar a altres, saqueigs i, per tant, va oferir una gran quantitat de troballes. La més important va ser l'anell amb la cornalina amb la representació del filòsof, del qual l'arqueòleg italià Ulrico Pannuti en fa una descripció precisa:
| «                | El personatge probablement un filòsof o un orador està de perfil a l'esquerra, el bust és nu però amb una mica de draperia a l'espatlla esquerra i sota el pit. El dit índex dret és aixecat en alt; els altres dits potser sostenen un estil, de contorn ovalat ple de línies, color taronja brillant, com d'or vell, brillant a contrallum. | » |
| — Ulrico Pannuti | |   |

Altres troballes inclouen una agulla per als cabells de vori amb Venus, eines agrícoles, objectes de terracota, canelobres, gerros de bronze i l'esquelet d'un cavall. La vil·la està enterrada.

### La Vil·la Casa del Miri
La Vil·la Casa del Miri és una vil·la rústica que va sortir a la llum durant el bienni 1779-1780, i pren el nom del carrer on es troba, a pocs metres de les vil·les d'otium de l'antiga Stabia. L'edifici es divideix en dues zones: la residencial i la rústica.
La zona residencial està composta per un vestíbul de tres columnes, en el qual també hi ha l'escala que porta al pis superior, que divideix l'entrada d'un petit atri; des d'aquest es pot accedir a diversos cubicula i a un gran peristil, pintat al fresc i pavimentat amb mosaics fets amb fragments de marbre, on hi ha vint columnes disposades en una columnata i una zona termal.
La part rústica inclou una sèrie de sales destinades principalment a l'elaboració d'oli com ho demostra el descobriment de dues premses d'oli amb un dipòsit. També hi ha un corral on es va trobar una olla de terracota, dividida en diversos compartiments, que s'utilitzava per engreixar els lirons, un dels aliments preferits dels romans.
La vil·la està enterrada.

### La Vil·la de Sassole
La Vil·la de Sassole és una vil·la rústica explorada primer l'any 1762 i després entre 1780 i 1781. Molt probablement va pertànyer a C. Pomponius Trophimus, com ho demostra una pedra funerària trobada no lluny de la casa.
Les estances termals de la vil·la es van transformar en un estable després de retirar els revestiments de marbre de les parets i el suspensorae del paviment. Es van trobar diverses eines agrícoles a l'horreum, i al costat del celler hi havia el torcularium. En aquestes sales també s'han trobat diversos frescos, separats i conservats al Museu Arqueològic Nacional de Nàpols, com Dionís, Silè i Mènade. La vil·la també estava dotada d'un hort, tancat per un mur, que presentava exteriorment un sacellum, cobert per una volta i equipada amb un petit altar.
La vil·la està enterrada.

### Altres vil·les rústiques
A més de les vil·les més conegudes, al llarg dels anys, tant durant l'època borbònica com durant les excavacions de Libero D'Orsi o per motius més aviat aleatoris, han ressorgit diverses vil·les rústiques repartides per tot l'ager stabianus, especialment a la zona de Gragnano i Santa Maria la Carità. Aquestes, després del seu descobriment i la seva exploració parcial, després d'haver estat saquejades dels objectes i frescos, van romandre enterrades o destruïdes.
Entre les vil·les rústiques hi ha la Vil·la de la Capella d'Impisi, excavada l'any 1780. La seva exploració es va interrompre al cap de poc temps al veure que havia estat saquejada prèviament i, per tant, era pobra en frescos, mosaics i mobles; tanmateix es van trobar una hidra, deu olles d'argila, i dues moles d'un molí d'oli.
La vila rústica propietat de Malafronte és una construcció que data del segle ii aC, com ho demostra el descobriment d'algunes ceràmiques, ja abandonades abans de l'erupció del 79. Probablement es tracta d'una vil·la destruïda durant la invasió de Sul·la l'any 89 aC, construïda en blocs de tuf, en la qual es troben diferents estances i una piscina col·locada al pati. .
La vil·la rústica propietat de Iozzino va ressorgir l'any 1963 durant la construcció d'un edifici que també en va provocar la destrucció de part de la vil·la. La vil·la es remunta a l'època d'August, es va trobar un calidarium en opus reticulatum i una cavitat feta en opus latericium i suspensurae.
La vila rústica de Via Sepolcri, a Gragnano, va ser descoberta l'any 1969 arran de les obres per a la construcció d'uns dipòsits d'aigua. Es van explorar unes deu habitacions de la vil·la, algunes de les quals destinades a habitatge i altres a magatzem, com ho demostra la presència d'un torcularium i un celler.

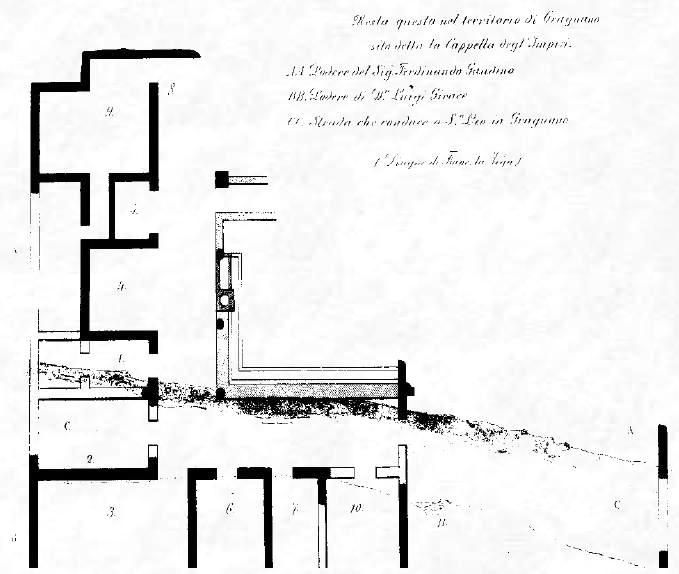
Planta de la Vil·la de la Capella d'Impisi

Durant la construcció de la carretera nacional 145, l'any 1984, va sortir a la llum una vil·la rústica de l'època d'August i ampliada durant l'època tardorepublicana. La part excavada mostra un pati amb vistes a un triclini, un oecus i altres estances totes pintades al fresc al tercer estil pompeià, així com diverses zones de servei, una de les quals també equipada amb un forn. Entre les troballes més significatives es troba una cassola de plata i diversos frescos al triclini que representen paisatges mitològics, com la caça del senglar i Diana i Acteó; aquest últim data del 35-45 i representa Diana nua submergint-se a les aigües d'un rierol mentre que Acteó l'espia des de dalt.
L'any 1985 es van fer importants descobriments arqueològics com un mur perimetral, en opus incertum, d'una vil·la i el perímetre d'una altra a la via Pantano, d'una superfície d'uns sis-cents metres quadrats. El mur perimetral és d'opus incertum en pedra calcària i tuf, i a l'interior, s'han identificat onze estances encara sense excavar.
Es van trobar dues vil·les rústiques més a la localitat d'Incoronata, a una distància d'uns dos-cents cinquanta metres l'una de l'altra el mateix any. La primera té una superfície d'uns sis-cents metres quadrats i està formada per dotze habitacions de que només en queden els fonaments. L'altra vil·la, en canvi, és de l'època d'August i el mur perimetral també serveix de mur de contenció d'un cingle.
L'any 1987, a una profunditat d'uns tres metres, a la via Quarantola a Gragnano, es van trobar diversos murs de tuf, construïts en opus reticulatum pertanyents a una vil·la. No es va poder excavar les estances internes però es va deduir que l'edifici tenia una alçada de dos metres i mig.

## Els temples
L'absència gairebé total de temples a la zona d'Estàbia fa pensar que molt probablement aquests van ser arrasats durant l'ocupació de Sul·la, però algunes restes confirmen la presència de diverses estructures sagrades com uns temples dedicats a Hèracles, a Diana, a Atena, a Cíbele i, el més important, al Genius Stabianum.

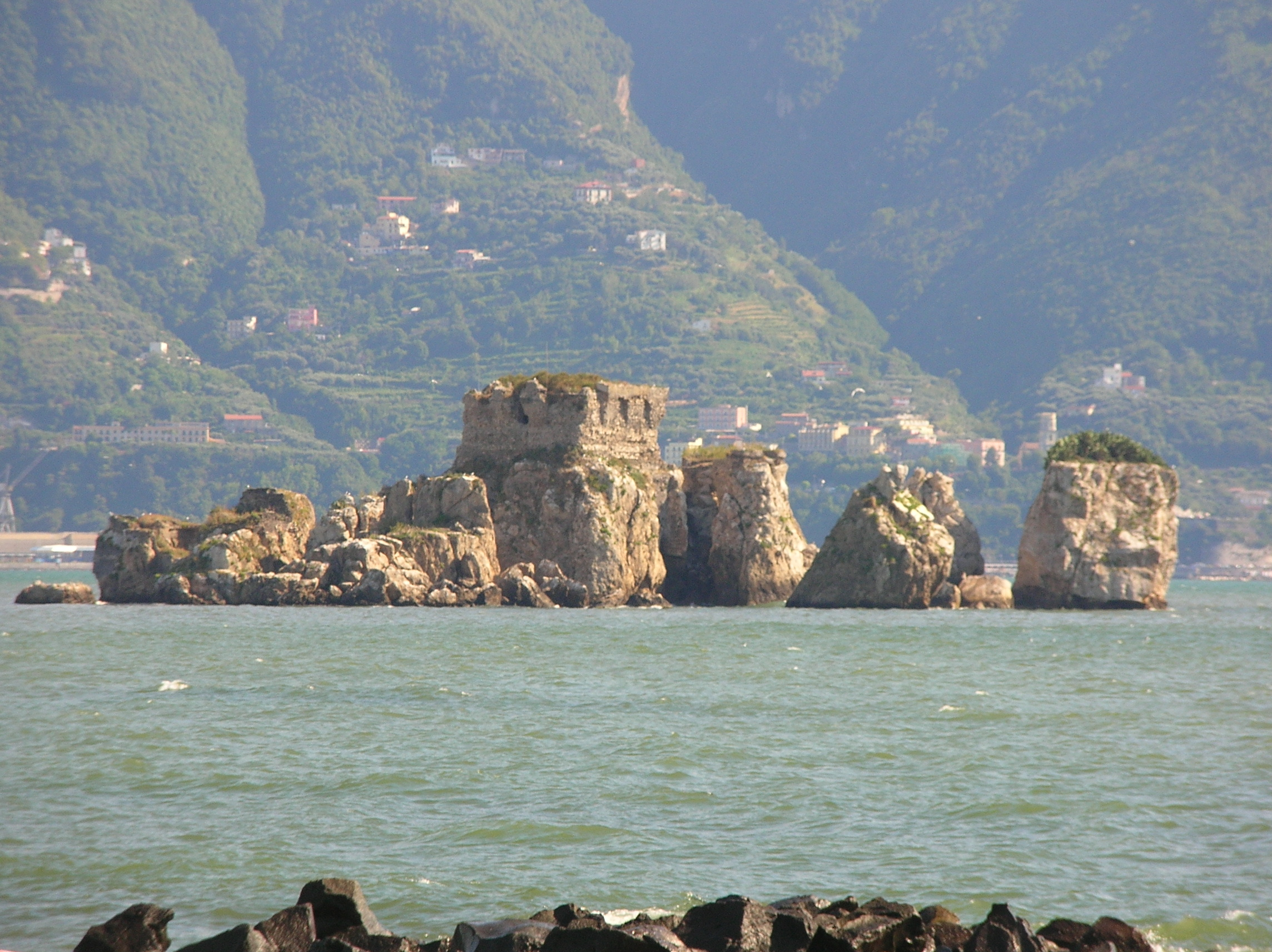
L'escull de Rovigliano

El temple d'Hèracles es trobava a la Petra Herculis, coneguda actualment com l'escull de Rovigliano, és a dir, un illot de pedra calcària situat a uns dos-cents metres de la costa, a poca distància de la desembocadura del riu Sarno, a la zona anomenada Rovigliano. La llegenda diu que Hèracles, tornant dels seus treballs, va desprendre un tros de roca del mont Faito i la va llançar al mar formant així l'illa. En canvi, el nom de Rovigliano deriva, segons els arqueòlegs, o bé del cognom d'una antiga família romana, la gens Rubilia o del cònsol Rubelio, propietari de la roca, o bé del terme llatí robilia, és a dir, de plantes lleguminoses, semblants a la guixera (Lathyrus sativus), que creixien abundantment a la zona d'ager. Del temple d'Hèracles queden molt pocs vestigis, com ara un tros de mur residual en opus reticulatum i el descobriment, durant l'excavació dels fonaments d'una torre, d'una estàtua de bronze d'Hèracles, que s'ha perdut. Un altre testimoni que en l'antiguitat l'illa estava dedicada a Hèracles són algunes línies escrites per Plini el Vell:
| «                                                 | (llatí) In Stabiano Campaniae ad Herculis petram melanuri in mari panem abiectum rapiunt, iidem ad nullum cibum, in quo hamus sit, accedunt. | (català) A Estàbia, a la Campanya i a l'escull d'Hèracles, els melanuri mengen pa llençat al mar, però no s'acosten a cap aliment enganxat a l'ham | » |
| — Plini el Vell, Naturalis Historia, llibre xxxii | | |   |

L'illot al llarg dels segles fou utilitzat llavors per diferents motius. Al segle vi es va construir una casa particular, al segle xii primer es va convertir en monestir després en església i finalment al segle xvi es va construir una torre, encara visible, per la defensa de les incursions sarraïnes. L'any 1931 fins i tot s'hi va obrir un restaurant, però va tenir molt poca sort. Actualment, l'escull de Rovigliano es troba en estat de degradació.
El temple de Diana estava situat al poble de Pozzano, a l'extrem sud de l'ager stabianus, al turó on s'alça la basílica de la Madonna di Pozzano. Va ser, de fet, durant una excavació al jardí de l'església, l'any 1585, que van tornar a sorgir algunes restes d'un temple pagà, entre les quals un altar que presentava representacions particulars com caps de cérvol, flors i fruites. És a partir d'aquest descobriment que els arqueòlegs han atribuït el temple al culte a Diana. Més tard es va muntar a l'altar una columna amb una creu a la part superior i tot es va col·locar a poca distància de la basílica de Pozzano, prop d'un mirador. Per preservar la seva importància històrica, l'altar es va substituir per una còpia mentre que l'original roman guardat a l'interior de la Vil·la de Sant Marc.

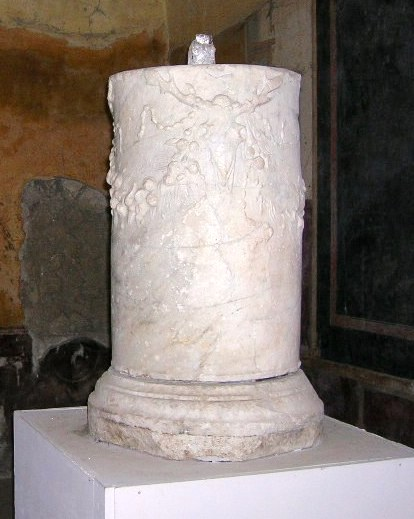
Altar trobat a Pozzano que pertanyia a un temple dedicat a Diana
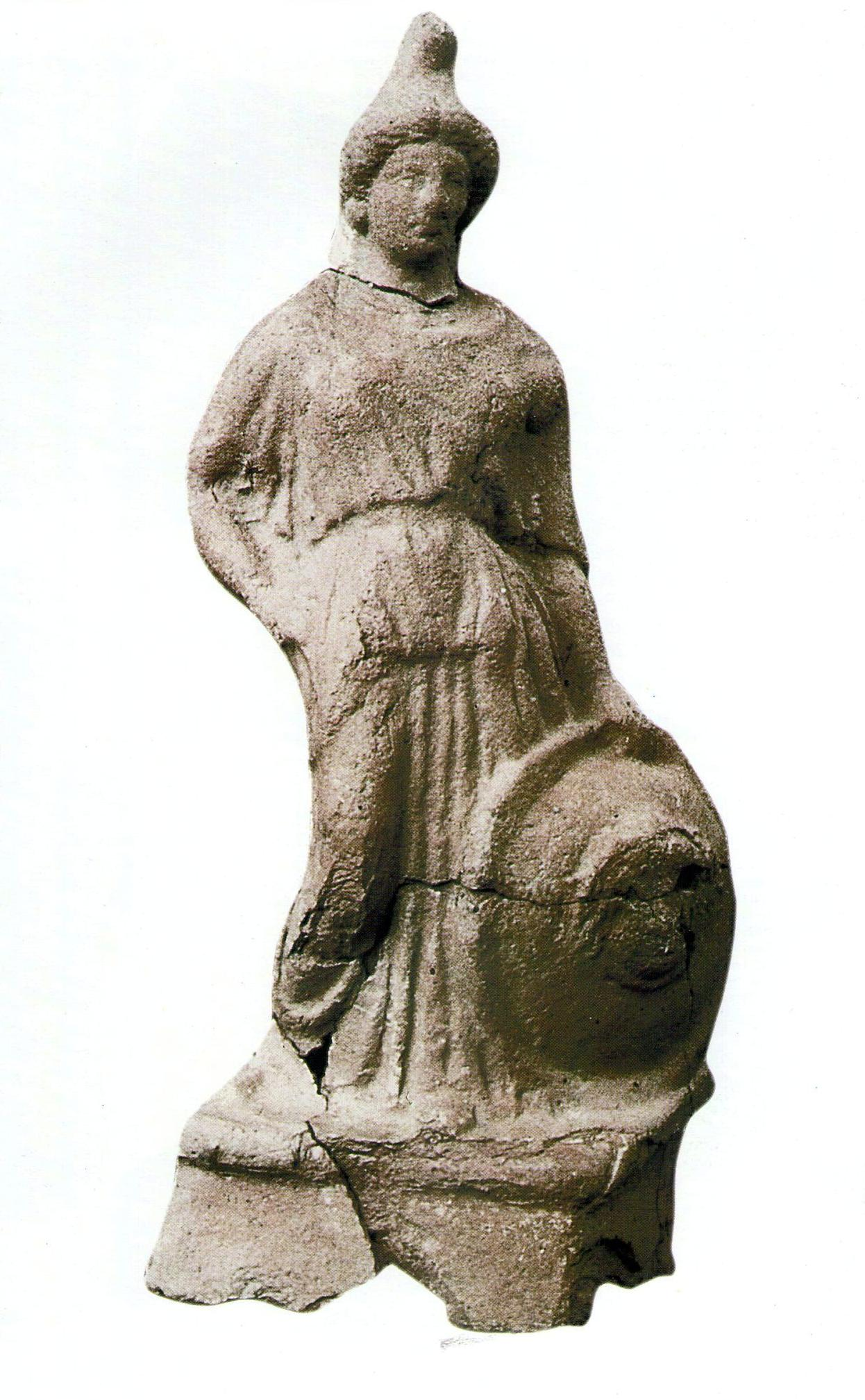
Estàtua de Minerva trobada a la séquia votiva de Privati (Castellammare di Stabia)

El temple d'Atena, també conegut com a santuari extraurbà, va sortir a la llum l'any 1984, a Privati, a la vora del Rivo Calcarella, a la zona muntanyosa de Castellammare di Stabia, amb una superfície d'aproximadament dos-cents metres quadrats. El temple data de l'època samnita, probablement construït cap al segle iv aC, i ha conservat una gran quantitat d'artefactes. Encara no s'ha pogut comprovar a qui estava dedicat el culte. Entre les diverses hipòtesis hi ha la més acreditada d'Atena pel descobriment d'una estatueta que representa la deessa, molt semblant a una altra trobada al temple prop de Punta Campanella dedicada a ella, a la deessa de la saviesa; segons uns altres es dedicava al culte a l'esfera de la fecunditat, o a Afrodita o Àrtemis. Entre les troballes més importants trobades en aquest temple hi ha una llosa amb el cap d'Hèracles, d'inspiració hel·lenística, feta entre els segles iv i iii aC. i amb unes dimensions de trenta-tres centímetres de llargada i trenta-dos d'amplada; a l'antiga Stabia, el culte a Hèracles era molt habitual perquè segons la llegenda va ser el fundador de la ciutat.
El temple de Cíbele va ser descobert l'any 1863, a la localitat de Trivione, a Gragnano, arran de les obres d'ampliació d'una carretera. Es tracta de columnes de plom, disposades circularment, al centre de les quals hi ha un bloc sepulcral. Segons la reconstrucció dels arqueòlegs, el temple estava situat en una clariana, protegida per boscos, i el culte estava dedicat precisament a Cíbele (a Rea pels romans). Al voltant de l'edifici sagrat ballaven els coribants i sovint es feien orgies rituals, un culte importat de l'antiga Grècia.
El temple del Genius Stabianum va ser desenterrat l'any 1762 i després de la seva exploració va tornar a ser enterrat. Tot i tenir diversos mapes, encara no s'ha aclarit la seva posició, tot i que se suposa que es troba entre el turó de Varano i Santa Maria la Carità. El temple probablement era un santuari confederal nocerí i dels plànols elaborats en l'època borbònica es pot deduir que està format per un monòpter de catorze columnes i un edifici de quatre columnes que allotja dos triclinis i una taula circular. Del descobriment d'una placa també es va saber que el temple va ser restaurat després del terratrèmol del 62 i de les obres realitzades per Caesius Daphnus.

## Les necròpolis
A la zona de l'ager stabiaus s'han identificat i explorat diverses necròpolis, en particular aquestes van sorgir al llarg de les carreteres que comunicaven Estàbia amb Pompeia, Nocera i Sorrento. Les més importants es troben a Madonna delle Grazie, Gragnano i a la zona muntanyosa i antiga de Castellammare di Stabia, precisament prop del castell i de la catedral. Aquestes necròpolis es caracteritzen per un elevat nombre de tombes infantils que testimonien l'elevada mortalitat infantil.

### La Necròpolis de Santa Maria delle Grazie
La necròpolis més important i més gran de l'ager stabianus és la Necròpolis de Santa Maria delle Grazie, identificada el gener de 1957 durant les obres de construcció d'una benzinera, al llarg de la carretera que uneix Castellammare di Stabia amb Sant'Antonio Abate, a prop de la ciutat de Madonna delle Grazie. Va ser explorada per primera vegada per Libero D'Orsi; antigament la necròpolis estava situada al llarg de l'eix viari que unia Estàbia amb Nocera.

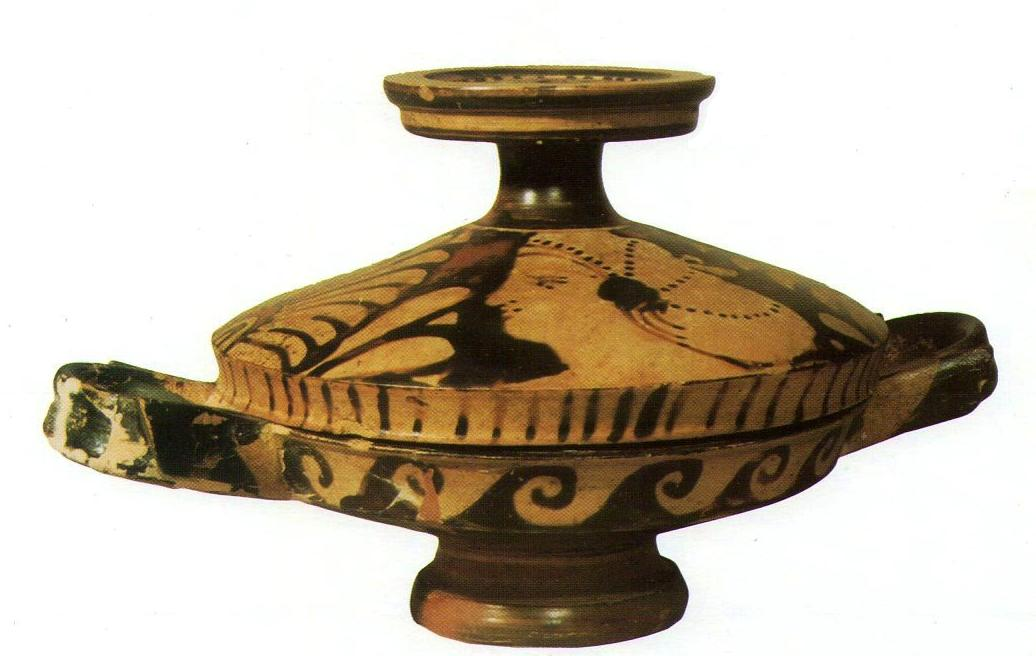
Lècana amb figures vermelles procedent de la necròpolis de Santa Maria delle Grazie (Gragnano)

Durant l'excavació es van treure a la llum unes tres-centes tombes que dataven del segle vii al iii aC. D'aquestes, cent vint-i-una són de l'època arcaica, és a dir, entre els segles vii i vi aC, i una cinquantena del període samnita (segles v - iii aC). Les tombes arcaiques són totes inhumades amb un esquelet en posició supí col·locat en una fossa o caixa de tuf, mentre que les tombes samnites són una caixa encapsulada amb rajoles o amb una llosa de tuf com a tapa.
En tots els sepulcres es va trobar una gran quantitat de material funerari, que variava segons les cultures que dominaven l'ager stabianus: s'hi poden veure objectes pertanyents a les tradicions dels etruscs, grecs, samnites i romans, col·locats als peus del difunt. Consistia principalment de lècits, escifs i cílixs pintats de negre acompanyats d'olpes envernissades. A més, per distingir el sexe dels difunts, es col·locaven armes a les tombes dels homes, mentre que en les de les dones es col·locaven objectes ornamentals de vestuari femení, com fíbules, perles de vidre de collarets, alguns anells i fusos. Les tombes que daten del segle iv aC es disposen al voltant de les més antigues i als objectes funeraris en comptes de cílixs hi ha escifs i olpes en pintura negra.
Finalment, en els enterraments del segle iii aC hi ha quasi exclusivament ungüents, indici d'un clar empobriment del territori; de fet, el desenvolupament de Pompeia i el naixement d'altres nuclis al llarg de la península sorrentina van provocar un lent despoblament de la zona de l'ager stabianus.
La necròpolis no es pot visitar.

### L'Àrea Christianorumi la necròpolis de Catello
Durant l'excavació dels fonaments per a la construcció de la capella de Sant Catello, a l'interior de la Cocatedral de la Santíssima Mare de Déu de l'Assumpció i Sant Catello de Castellammare di Stabia, entre 1876 i 1879, es va trobar una necròpolis paleocristiana, més tard anomenada Àrea Christianorum, entre els més importants de l'ager stabianus; això testimonia que la zona d'Estàbia va tornar a ser habitada poc després de l'erupció del Vesuvi, potser ja a finals del segle i, quan Nucèria va reorganitzar el seu port a la vora de la costa d'Estàbia i és per aquest motiu que la religió cristiana, que en els primers períodes es va estendre principalment per les rutes marítimes, va arribar força aviat. Construïda al llarg de la carretera que uneix Estàbia amb Nucèria, la necròpolis va ser utilitzada originàriament com a cementiri pagà i tenia forma de rusc, és a dir, estava formada per formae, sepulcres superposats fets de maçoneria i coberts amb rajoles. Encara no s'han finalitzat les excavacions, i només han sortit a la llum dues grans sales comunicades per un estret passadís. La majoria dels artefactes descoberts a l'Àrea Christianorum es conserven al Museu diocesà sorrentí-estabià, després de molts anys d'abandonament a l'interior de l'Antiquarium stabiano. Entre les troballes més significatives hi ha el sarcòfag de Gaio Longinio, datat de l'any 250 i trobat el 4 d'agost de 1879; es tracta d'un sarcòfag de marbre que representa les nou Muses, Apol·lo i Minerva, mentre que la tapa, de diferent material, està decorada per dues parelles de dofins, i un text escrit en llatí que traduït diu:
| « | La seva dona Jùlia Maria va fer aquesta tomba per al merescut Juli Longino, el primer dels decurions de la colònia de Miseno, un dels deu primers que va viure 54 anys, 55 dies. | » |

Una altra troballa d'importància fonamental és l'anomenat Abbraccio. És un fermall d'un llibre, potser un missal, en forma de placa feta d'os, que representa l'abraçada entre sant Pere i sant Pau, on es troben els dos apòstols, els dos cara a cara amb els braços estesos.

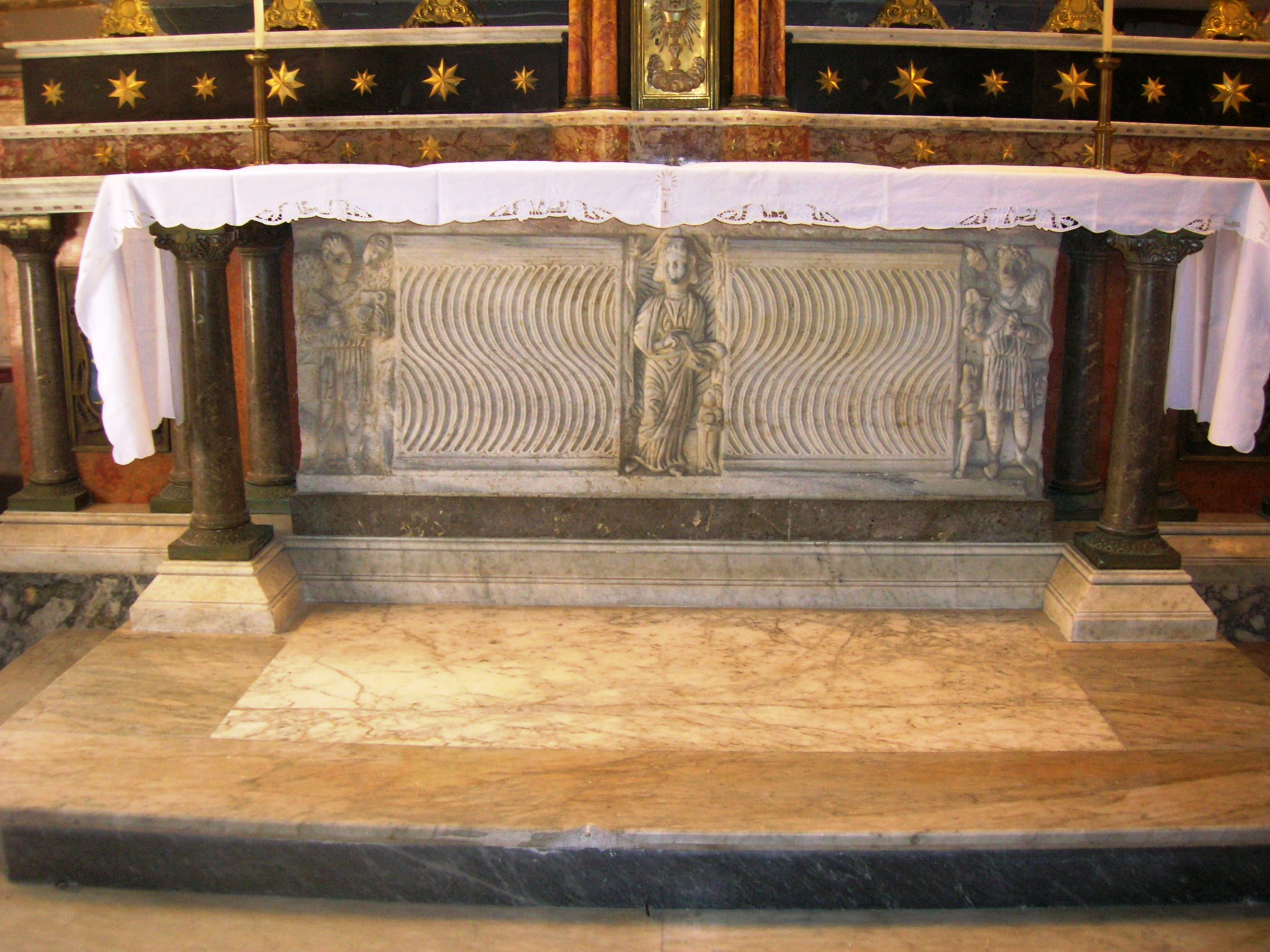
Sarcòfag a la capella de Sant Catello

L'any 1932 es va identificar una zona sepulcral prop del castell de Castellammare di Stabia, durant la construcció de la carretera panoràmica que baixa cap a Pozzano. Segons els arqueòlegs es tracta d'una necròpolis que data del segle iv aC i el conjunt de sepulcres trobats estaven formats per un sarcòfag, una rajola i una llosa de tuf, mentre que només una estava formada per un sol bloc de tuf. També a la mateixa zona, arran de les obres de construcció de la xarxa d'aigua, es va desenterrar una tomba intacta que contenia un escif i una petita àmfora. Molts anys abans, a més, l'any 1759, a Scanzano, no gaire lluny d'aquesta necròpolis, durant una excavació per a l'extracció de putzolana, es va trobar un sarcòfag pertanyent a una dona; la tomba potser formava part d'una zona del cementiri més gran que datava de l'època samnita. Malauradament, l'aixovar funerari s'ha perdut, però per alguns escrits de l'època s'ha pogut saber que a l'interior hi havia tres petites àmfores: en la primera estava representada una dona asseguda a les escales d'un monument funerari, a la segona una Nice asseguda sobre una roca, i a la tercera el perfil d'un cap d'una dona.

### La gruta de San Biagio
L'exposició va néixer l'any 2008 entre la cooperació de la Regió de Campània, la Superintendencia Arqueològica de Pompeia i la fundació RAS amb l'objectiu de donar a conèixer la realitat poc coneguda de les vil·les estabianes, i va ser comissariada per Giovanni Guzzo, Giovanna Bonifacio i Annamaria Sodo.
La primera parada va ser al Museu Hermitage de Sant Petersburg, on l'exposició va ser visitada per més de 500.000 persones, i va ser considerada per The Times com una de les deu millors propostes culturals del 2008. Les següents parades van ser al Museu d'Art de Hong Kong i el complex de San Nicolò a Ravenna per continuar cap al Canadà, els Estats Units d'Amèrica i Austràlia.
L'hipogeu de Jasó i Maure, més conegut com la Gruta de San Biagio (Gruta de Sant Blai), és un cementiri benedictí, ja present a l'època romana per a altres funcions i després transformat en un cementeri a partir del segle iv.
Hi ha dues hipòtesis principals sobre l'origen de la gruta: podria haver estat una cavitat natural que els romans utilitzaven com a pedrera de tuf per a la construcció de les vil·les, o com a via subterrània d'enllaç entre la platja, que aleshores es trobava a pocs metres, i la Vil·la d'Ariadna.
Després de l'erupció del Vesuvi, es creu que la carretera que unia el port d'Estàbia amb Nucèria passava prop de la cova i que tota la zona es va veure afectada per la presència de sepulcres. No s'ha d'excloure que la gruta també fos utilitzada per a un període com a temple pagà i després com a zona d'enterrament paleocristians. Algunes dades, també gràcies a les troballes arqueològiques, es remunten al segle iv quan els benedictins van fundar al seu interior una basílica dedicada als sants Jasó i Maure, amb una major predisposició al culte a l'arcàngel Sant Miquel. Després de l'abandonament per part dels benedictins, el lloc va ser gestionat pels carminatores, una congregació que reunia els teixidors de llana i que va introduir el culte a San Biagio; segons una altra hipòtesi durant l'Edat Mitjana el nom del poc conegut San Giasone va canviar, en el llenguatge popular, a Santo Giase o Biase i a partir d'aquí es convertiria més tard en San Biagio. L'any 1695, el bisbe Annibale di Pietropaolo va prohibir l'accés a la gruta, ja que aquesta s'havia convertit en un refugi de lladres i el culte de San Biagio va ser traslladat a la catedral.
La gruta de San Biagio, en la seva part explorada, s'estén per vint-i-set metres de llargada i uns tres metres d'amplada i està dividida en tres parts: l'atri, la nau amb quatre nínxols a cada costat i l'absis.
Les parets estan decorades amb diferents capes de frescos; en realitat al costat esquerre hi ha frescos molt grans al llarg de tota la paret mentre que al costat dret només n'hi ha tres. La datació de les decoracions va des dels segles iv-v per als més antics fins als segles x-xi per als més recents. Entre els frescos més importants, la Mare de Déu entronitzada, d'un artista desconegut, va ser pintada entre els segles viii i x, és d'estil romà d'Orient i és la representació mariana més antiga del territori de l'Arquebisbat de Sorrento-Castellammare di Stabia; representa una Mare de Déu amb un aspecte rígid que porta Jesús en braços en l'acte de beneir. El fresc de l'arcàngel Miquel, que data dels segles xii-xiii, és representat gairebé a mida natural, vestit amb una túnica com un guerrer llombard i amb una esfera i una llança estilitzada a les mans. El fresc de Sant Renato, que data del segle xi, representa el primer bisbe de Sorrento; té el cap calb, el front alt, va vestit amb un pal·li episcopal, i porta a la mà el llibre de les sagrades escriptures. També hi ha frescos d'un Crist acompanyat dels arcàngels Miquel i Rafael, de Sant Joan i Santa Brígida, i dels Sants Pere i Joan.
La gruta de San Biagio no es pot visitar perquè s'estan duent a terme obres de restauració per poder obrir l'hipogeu al públic.

### Necròpolis menors
Al llarg dels anys s'han trobat en gran nombre necròpolis menors, escampades per l'ager stabianus. No lluny de la necròpolis de Santa Maria delle Grazie, l'any 1985 es va trobar una necròpolis amb vuit tombes arcaiques, totes del segle vii aC, entre elles set enterraments infantils en sarcòfags monolítics de tuf, i un d'adult en una fossa. Dins de les tombes es van col·locar objectes personals, mentre que fora es van col·locar gerros. L'any 1984 es va descobrir una necròpolis a la via Staglia, a Gragnano, i està formada per sis tombes de sacròfags de teules; malauradament en el moment del descobriment ja havia estat saquejada de tots els aixovars, llevat d'alguns petits objectes en pintura negra. Es va trobar una altra necròpolis a la via Carmiano; els sepulcres es remunten als segles vii-vi aC. però van ser destruïts arran de la construcció d'un palau.
Hi ha notícies de troballes prop de la riera del Vernotico. Es van trobar tombes amb objectes funeraris i després es van destruir per construir cases. A la mateixa zona, durant la construcció d'un pont del ferrocarril cap a l'estació de Gragnano, van sortir a la llum altres cinc sepulcres de tuf, amb restes humanes, objectes metàl·lics, gerros i vidres de colors; es va reutilitzar el material del tuf de les tombes per a construir les bases del pont mentre no ha quedat cap rastre dels objectes funeraris, tal com indiquen alguns documents de 1888.